# Jean-Jacques Rousseau

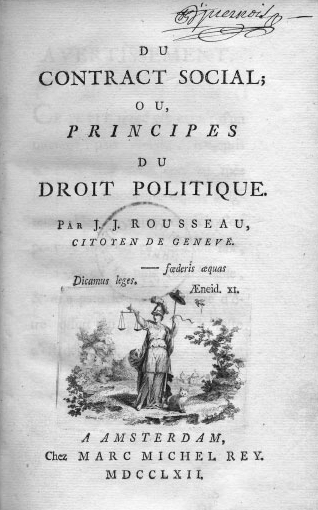
Voorpagina van "Du Contract Social" uit 1762, gedrukt in Amsterdam.

Jean-Jacques Rousseau (Genève, 28 juni 1712 – Ermenonville, 2 juli 1778) was een baanbrekend filosoof en schrijver. Hij heeft invloed uitgeoefend op de literatuur, pedagogiek en politiek. Rousseau was behalve filosoof en pedagoog ook componist. Hij componeerde zeven opera's en andere muziekstukken. Tevens was hij een liefhebber van plantkunde. Hij is ook bekend om zijn persoonlijkheid. Rousseau begon zijn loopbaan als lakei, secretaris, huis- en muziekleraar.
Tot de meest spraakmakende en invloedrijke staatkundige geschriften uit de achttiende eeuw behoort zijn Het Maatschappelijk Verdrag, (originele titel 1762: Du contrat social) dat van invloed was op de Verklaring van de rechten van de mens en de burger uit 1789 in de Franse Revolutie en daarmee indirect op de veel latere Universele verklaring van de rechten van de mens (1948), en de Franse grondwet van 1791.
Vanaf begin deze eeuw zijn wereldwijd discussies op gang gekomen onder het Engelse verzamelbegrip new social contract. Deze behandelen uiteenlopende maatschappelijke vraagstukken als de noodzaak van hervorming van overheidsbestuur, de maatschappelijke rol van multinationale ondernemingen en de belangenbehartiging van steeds groter wordende groepen burgers die onvoldoende gezien en gehoord worden. Daarmee is de denker ook in onze tijd in figuurlijke zin dus nog steeds springlevend.
Als een van de eersten schreef hij een literaire autobiografie. Met zijn liefde voor de natuur stond Rousseau aan het begin van de Romantiek. Zijn briefroman Julie was in de achttiende eeuw een van de best verkochte boeken. In zijn roman Emile zet Rousseau zijn visie op de menselijke natuur uiteen en stelt hij de volgens hem ideale opvoedingsmethode voor. Het boek heeft een enorme invloed gehad op de filosofie van de opvoeding en belangrijke pedagogen. Rousseau kon goed en innemend schrijven; al zijn boeken vallen op door gedenkwaardige openingsscènes.
De filosoof-schrijver Goethe was een van zijn vele bewonderaars, maar de filosoof Voltaire bespotte hem. Rousseau behoorde tot het tijdperk van de Verlichting, maar hield er deels afwijkende meningen op na.
Rousseau was een autodidact. Hij had een moeilijk karakter en zijn hele leven last van urineretentie, een kwaal die hem vaak veel pijn bezorgde. In zijn autobiografie schreef hij over zijn vele leugens, waanvoorstellingen, zijn masochistische neigingen, maar ook over het in zijn kinderjaren met veel plezier lezen van de Griekse filosoof Plutarchus.

## Biografie

### Kinderjaren

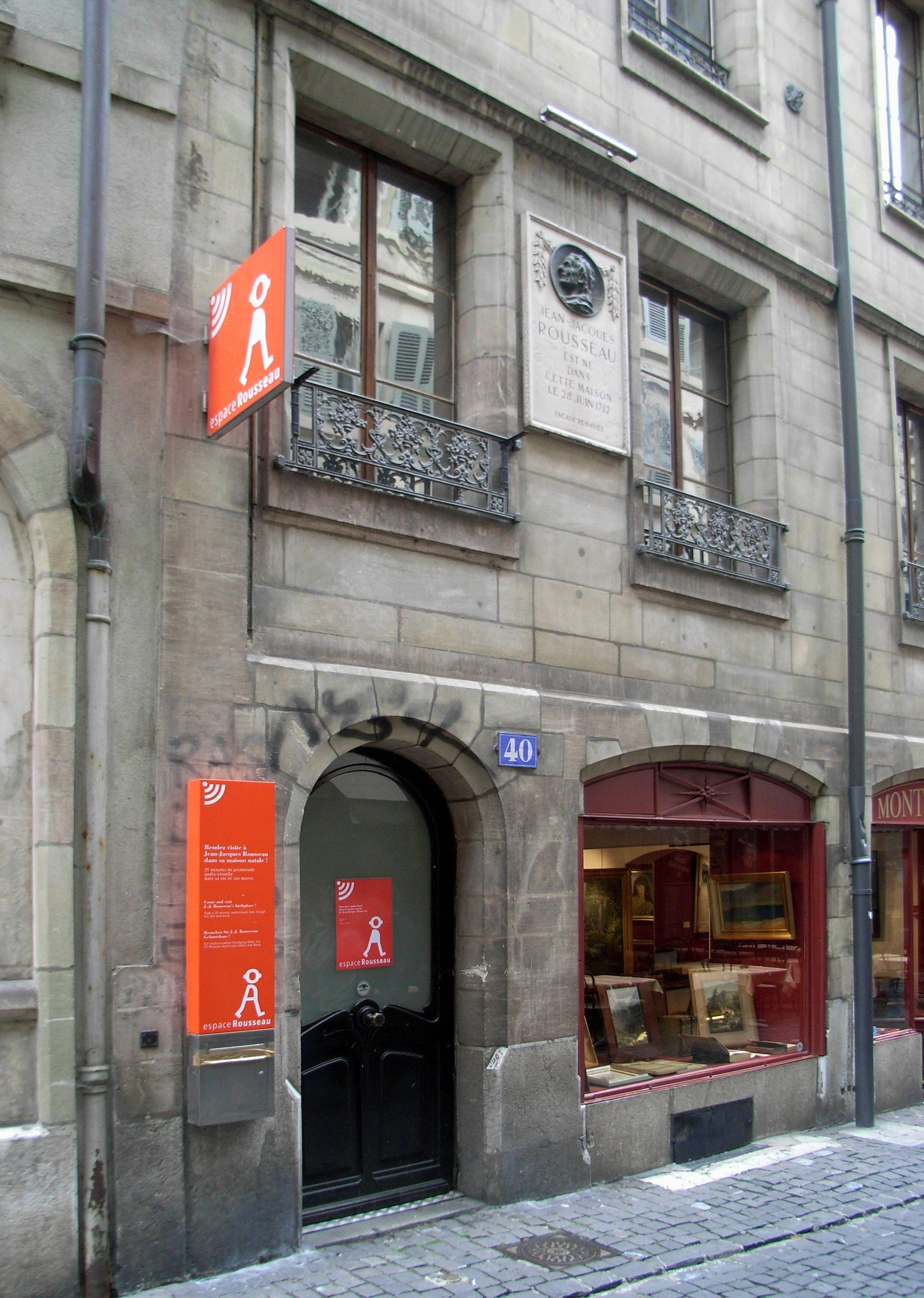
Het geboortehuis van Rousseau aan Grand Rue 40 in Genève

De familie van Rousseau komt oorspronkelijk uit Montlhéry, ten zuiden van Parijs. Zijn vader Isaac Rousseau (Genève, 1672 – Nyon, 1747) was horlogemaker, een gerespecteerd en lucratief beroep. Na de geboorte van zijn eerste kind François vertrok hij in 1705 voor zes jaar naar Constantinopel, waar hij naar eigen zeggen als horlogemaker werkzaam was voor de sultan. De ongewone en opvliegende man speelde goed viool. Hij was korte tijd dansleraar, maar dat werd door de calvinistische overheid van Genève verboden.
Zijn moeder Suzanne Bernard (Genève, 1673 – Genève, 1712) was ook het kind van een horlogemaker. Deze overleed toen zij negen jaar oud was. Zij kwam toen onder de hoede van een broer van haar vader, een welgestelde predikant. Zij stierf negen dagen nadat ze van Rousseau was bevallen aan kraamvrouwenkoorts. Jean-Jacques had een min, een meisje van zestien jaar. De eerste tien jaar van zijn leven kwam de jongste zus van zijn vader, Suzanne genaamd, bij het gezin inwonen om te helpen met de opvoeding.
Met zijn vader las de jonge Rousseau romans, soms tot aan het ochtendgloren. Hij haalde graag kattenkwaad uit, zoals het plassen in de kookpot van de buurvrouw. Toen hij tien jaar oud was, kreeg zijn vader ruzie met een landeigenaar. Hij verwondde hem en werd daarvoor veroordeeld. Om aan de gevangenis te ontsnappen vluchtte hij naar de stad Nyon, zijn zonen achterlatend. Toen ook tante Suzanne vertrok, werd Jean-Jacques ondergebracht bij een predikant in het nabijgelegen dorp Bossey.

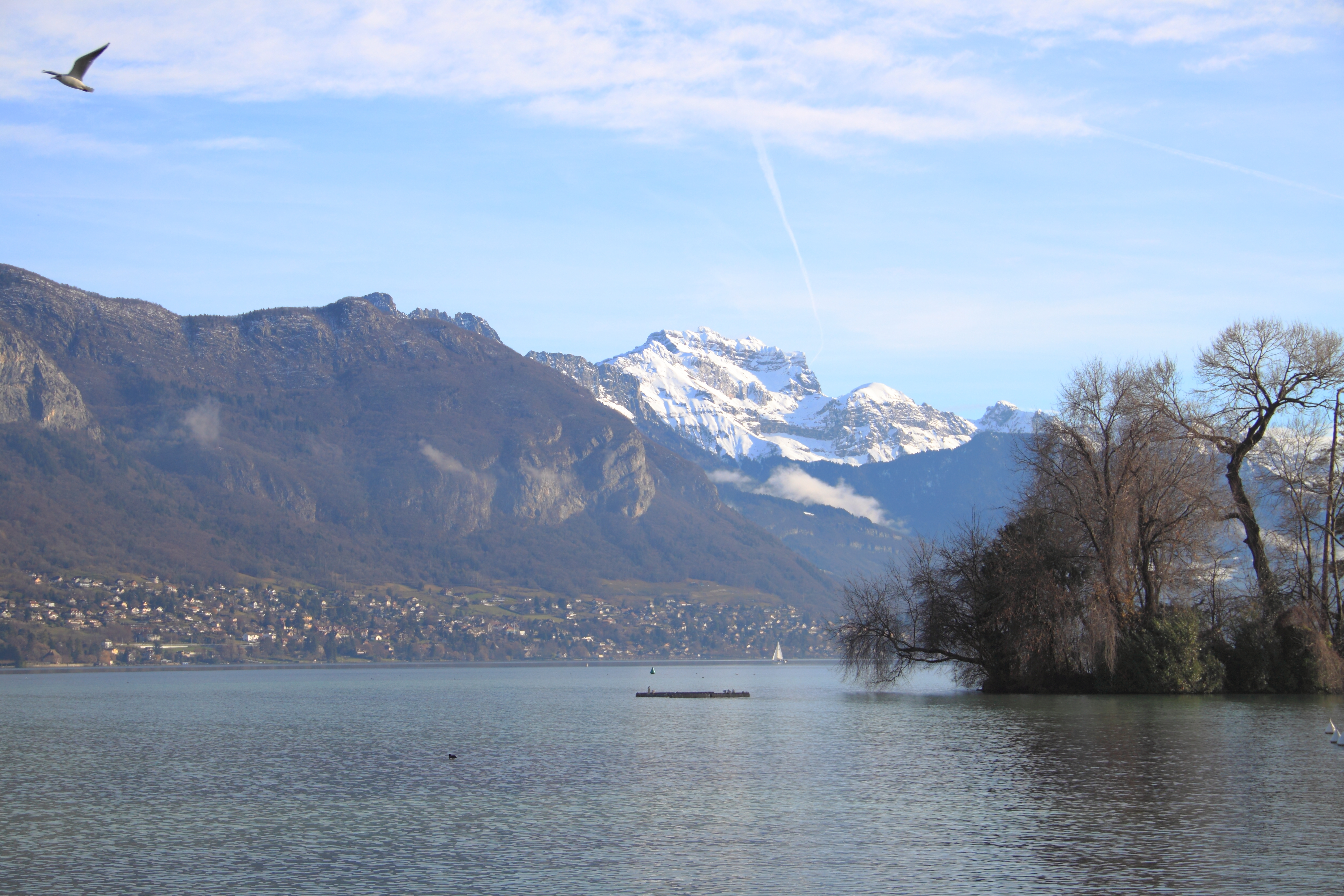
Meer van Annecy

### Madame de Warens

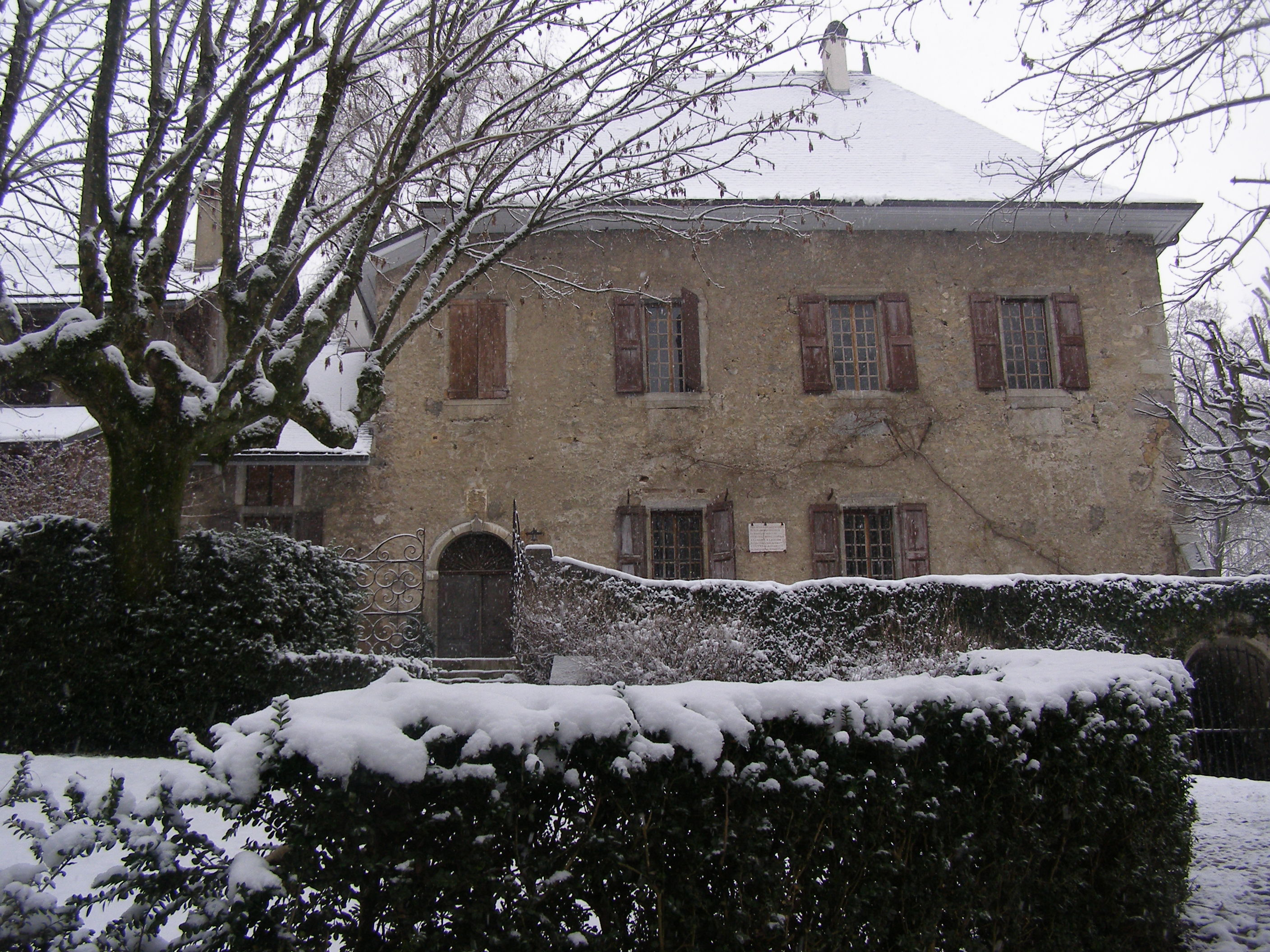
Het buitenhuis "Les Charmettes" van Madame De Warens, later een museum

Vanaf zijn twaalfde was Rousseau in Genève werkzaam als leerjongen bij een notaris. Hij werd ontslagen, omdat zijn patroon vond dat hij nergens goed in was. Hij ging vervolgens in de leer bij een graveur. Het werk beviel hem, maar zijn baas was grof en gewelddadig. Tot tweemaal toe ontving hij een pak slaag, omdat hij op een vrije dag te laat terugkwam en de stadspoorten gesloten vond. Toen hem dit in maart 1728 een derde keer overkwam, wachtte hij de aframmeling niet af en nam voorgoed de benen.
Een pastoor adviseerde hem onderdak te vragen bij de 29-jarige Madame de Warens die jonge protestanten tot de Rooms-Katholieke Kerk wilde doen terugkeren. Zij stuurde hem drie dagen later naar Turijn, waar hij herdoopt werd. Hij werkte er een blauwe maandag als graveur, langere tijd als lakei en keerde na ruim een jaar naar Madame de Warens terug. Zij werd zijn weldoenster, tutor en vanaf de herfst van 1732 zijn minnares. Rousseau schreef aan het eind van zijn leven dat zij hem had ingewijd in de liefde, cultuur en muziek. Volgens Rousseau was hij zonder haar mogelijk een heel ander mens geweest. In zijn autobiografie schreef Rousseau dat hij haar 'maman' ging noemen. Hij zag haar als een moeder, een die hij zelf nooit gekend had.
Ter voorbereiding op een priesteropleiding, ging hij Latijn studeren, maar aangezien hij weinig vorderingen maakte werden de lessen stopgezet. Hij las de klassieken, zong in een kerkkoor en trok een half jaar in bij de plaatselijke alcoholische dirigent om de muzieknotatie onder de knie te krijgen. Hij vestigde zich als muziekleraar in Vevey, trok naar Parijs en Lyon en werkte bij het kadaster in Chambéry.
Rousseau kreeg interesse voor de manier waarop kinderen leerden en werd in 1739 huisonderwijzer voor de zonen van een rechter in Lyon. Daar leerde hij ook hun neef, de filosoof Etienne Bonnot de Condillac, kennen.

### Muzieknotatie

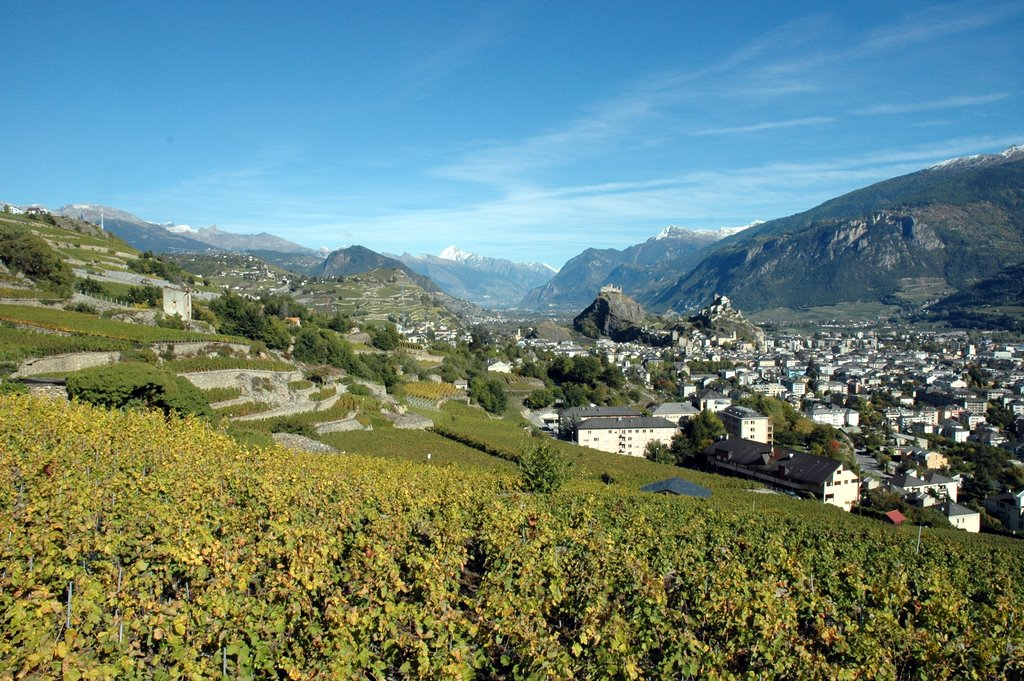
De stad Sion, waar Rousseau een week verbleef, inspireerde hem voor zijn roman Julie

In 1742 trok hij naar Parijs. Hij wilde belangstelling wekken voor een door hem ontwikkelde muzieknotatie die gebaseerd was op getallen, punten en komma's. Hij werd in de intellectuele kringen welwillend ontvangen en ontmoette de natuuronderzoeker René-Antoine Ferchault de Réaumur, de filosoof en pedagoog Bernard le Bovier de Fontenelle, de schrijver Pierre Carlet de Marivaux, de filosoof en schrijver Denis Diderot en de componist Jean-Philippe Rameau.
Zijn notatiesysteem werd afgewezen door de Académie des Sciences. Met zijn systeem kon hij melodie, maar geen harmonie aangeven. De academie stelde verder dat zijn manier van notenweergave al door iemand anders bedacht was. Rousseau werd opnieuw huisleraar.
In juli van dat jaar vertrok hij als secretaris van de Franse ambassadeur Montaigu naar de Republiek Venetië. Rousseau kwam in Venetië in aanraking met de plaatselijke cafés, carnaval, prostituees, theater, de ontvoering van de balletdanseres Barbara Campanini en de opera seria. Hij nam ontslag, naar eigen zeggen omdat de ambassadeur hem beschuldigd had van het verkopen van de code van een geheim cijferschrift.

### Thérèse Levasseur

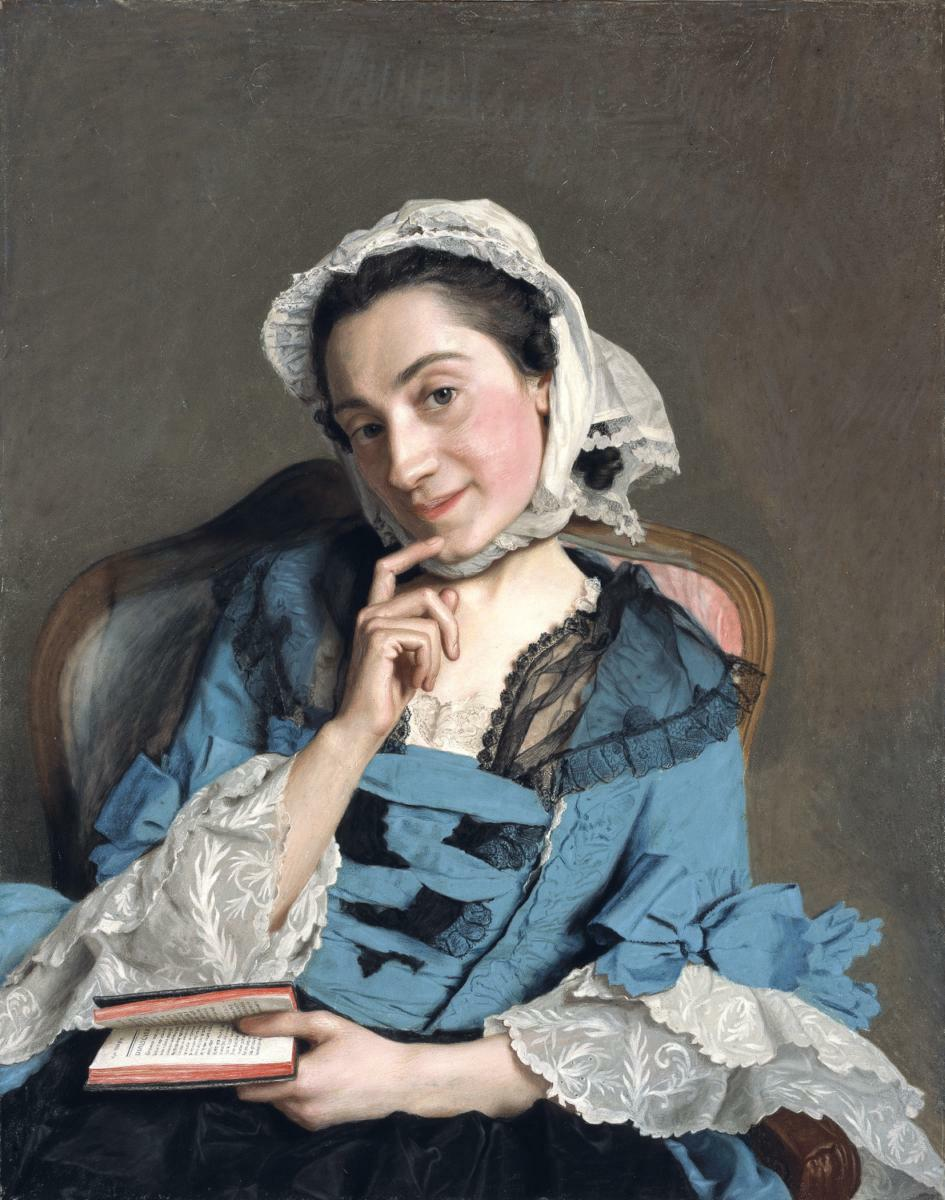
Louise d'Épinay, door Jean-Étienne Liotard (1759) (Musée d'art et d'histoirie, Genėve).

In 1745 leerde hij in een pension te Parijs Thérèse Levasseur kennen, de jonge dochter van een ontslagen ambtenaar. Hij begon een verhouding met deze wasvrouw, naaister en dienster. Toen zij in 1746 zwanger raakte, haalde hij haar over de baby af te staan aan een tehuis voor vondelingen. Dat was destijds in Parijs niet ongewoon; jaarlijks werden 6.000 kinderen afgestaan. Daarvan stierf zeventig procent. Vier volgende baby's, waarvan de laatste in 1751 geboren werd, werden eveneens afgestaan. Er is geen definitief uitsluitsel dat het om in totaal vijf kinderen zou zijn gegaan. In zijn Bekentenissen toonde hij spijt over dit 'noodlottige gedrag', dat in 1764 was onthuld door Voltaire.
Tussen 1746 en 1751 werkte Rousseau als onderzoeksassistent voor monsieur Dupin, eigenaar van het Kasteel van Chenonceau. Nadat hij ontslag had genomen, betrok hij in Parijs een woning aan de Rue Platrière, nu Rue Jean-Jacques Rousseau.

### Encyclopédie

Madame de Pompadour zong een partij in Le devin du village. Op haar tafel staat deel IV van de Encyclopédie. Pastel door Maurice Quentin de La Tour

Rond 1749 vroeg Diderot hem mee te werken aan zijn Encyclopédie. Rousseau schreef artikelen over politiek en muziek en nam deel aan de bijeenkomsten die de filosoof Paul Henri Thiry d'Holbach tweewekelijks bij hem thuis hield. Hier ontmoetten de scherpste geesten van de Verlichting elkaar en kwam hij onder andere in contact met de filosoof en wiskundige Nicolas de Condorcet, de filosoof Jean Le Rond d'Alembert en de Duitse diplomaat en auteur Friedrich Melchior Grimm. Er werd vrijelijk gesproken over onder meer gelijkheidsbeginselen, vrijheid van godsdienst en meningsuiting en het ontkennen van het bestaan van God. De radicale filosofie die er tot bloei kwam, is van uiterst groot belang geweest voor de ontwikkeling van het sceptische moderne denken, in een periode waarin twijfelen aan de beginselen van de Rooms-Katholieke Kerk levensgevaarlijk was.

### Toneelstukken en opera's
Rousseau heeft toneelstukken geschreven en komische opera's gecomponeerd. De composities van zijn eerste twee opera's verbrandde hij. Vervolgens herschreef hij op verzoek een deel van een nog niet uitgebrachte opera van Voltaire en Rameau. Zijn opera Le devin du village (De Dorpsziener), met een nieuw soort recitatieven,  werd in 1752 in aanwezigheid van koning Louis XV en zijn maîtresse Madame de Pompadour opgevoerd in het Kasteel van Fontainebleau. Rousseau zat ongeschoren en in zijn gewone plunje in de loge. De koning bood Rousseau na afloop voor de rest van zijn leven een jaargeld aan, maar dat werd door hem geweigerd. De opera leverde Rousseau genoeg geld op om het een aantal jaren rustig aan te kunnen doen.
In 1752/1753 was er een polemiek over de vraag of de Franse of de Italiaanse opera de beste was. De pennenstrijd werd bekend onder de naam Buffonistenstrijd (Querelle des Bouffons). Tot dan werd in Frankrijk de Italiaanse muziek omschreven als geleerd en de Franse als natuurlijk en eenvoudig. Rousseau daarentegen wees op de eenvoud van de Italiaanse muziek tegenover de complexiteit van de Franse met haar volle orkestratie, gecompliceerde polyfonie en harmonische zettingen. Hij schreef in zijn Lettre sur la musique française dat in opera's de Italiaanse taal gebruikt moest worden, omdat alleen die volgens hem "zacht, klankvol, harmonisch en geaccentueerd" was. Mede door Rousseau werd in Frankrijk melodieuze zingbaarheid als een nieuw ideaal in de muziek beschouwd.

### Tuinhuis Madame d'Epinay

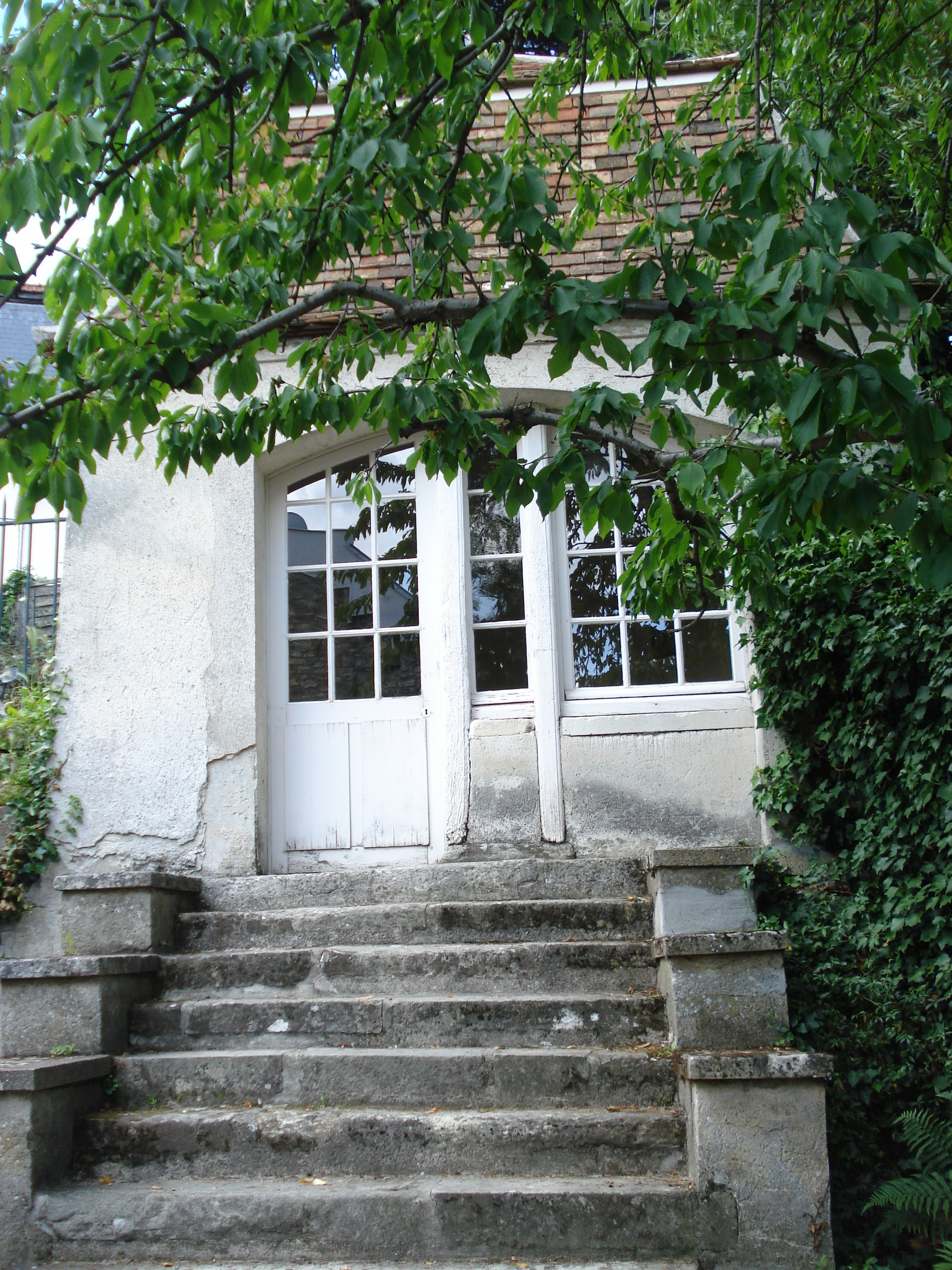
Het tuinhuis van Madame d'Epinay waar hij zijn belangrijkste werken schreef, door Rousseau Hermitage genoemd.

In 1754 keerde Rousseau in zijn geboortestad terug tot het protestantisme. Twee jaar later vestigde hij zich met zijn vriendin Thérèse Levasseur en de 80-jarige "schoonmoeder" in Montmorency. Hij woonde bij Louise d'Épinay, waar hij in haar tuinhuisje zijn belangrijkste werken schreef. Rousseau begon een verhouding met haar nicht Sophie d'Houdetot, wat tot onverkwikkelijke situaties leidde, en raakte bevriend met Karel II van Montmorency, de hertog van Luxembourg en zijn vrouw Madeleine-Angélique. In 1760 steunde hij het hoofd van de belastingen Étienne de Silhouette die de adel en geestelijkheid wilde aanslaan om de schatkist aan te vullen. Deze standen waren tot dan vrijgesteld van het betalen van belastingen.

### Omzwervingen

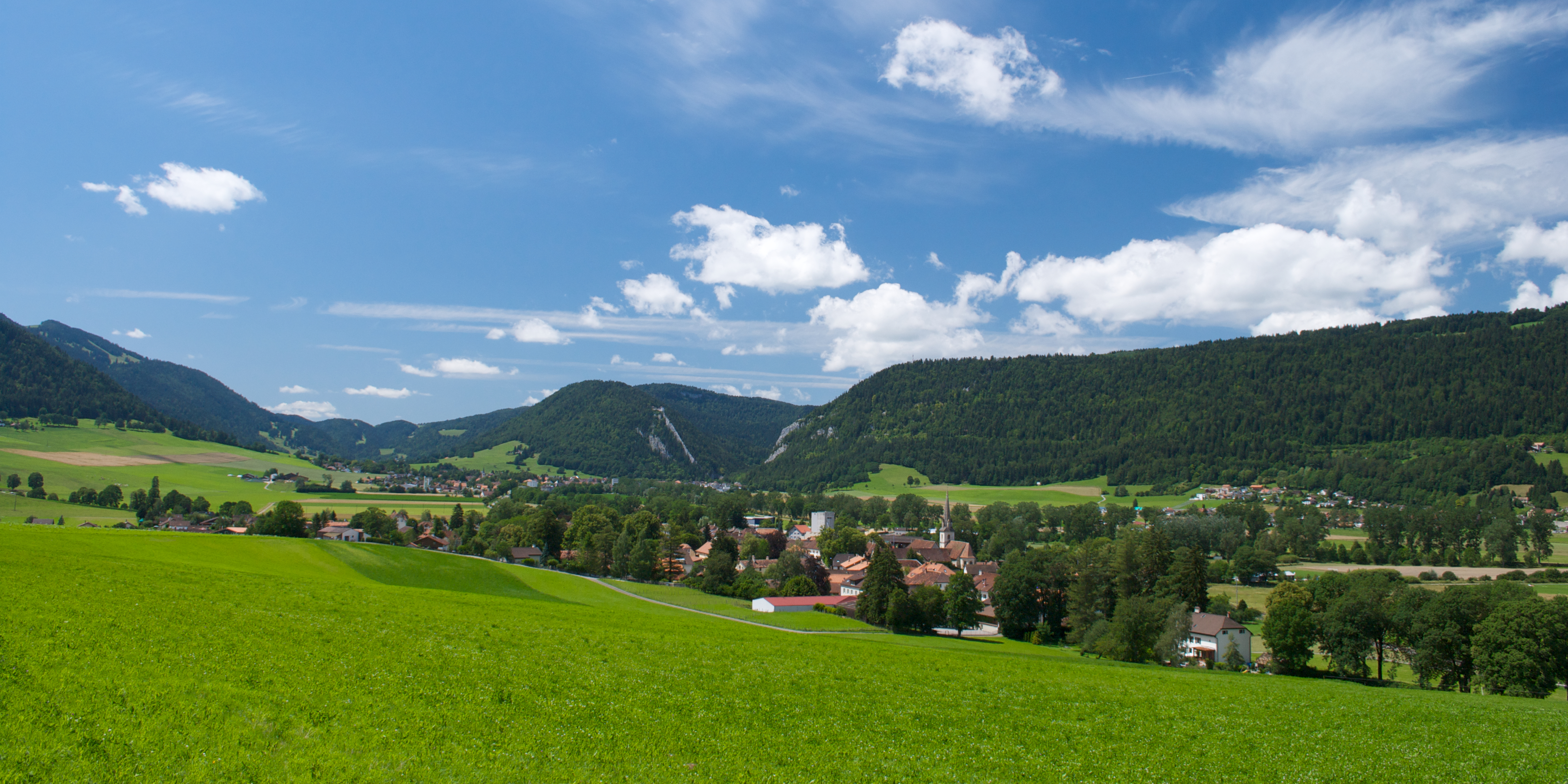
Gezicht op Môtiers Val de Travers aan de voet van het Juragebergte waar Rousseau van 10 juli 1762 tot 8 september 1765 verbleef.

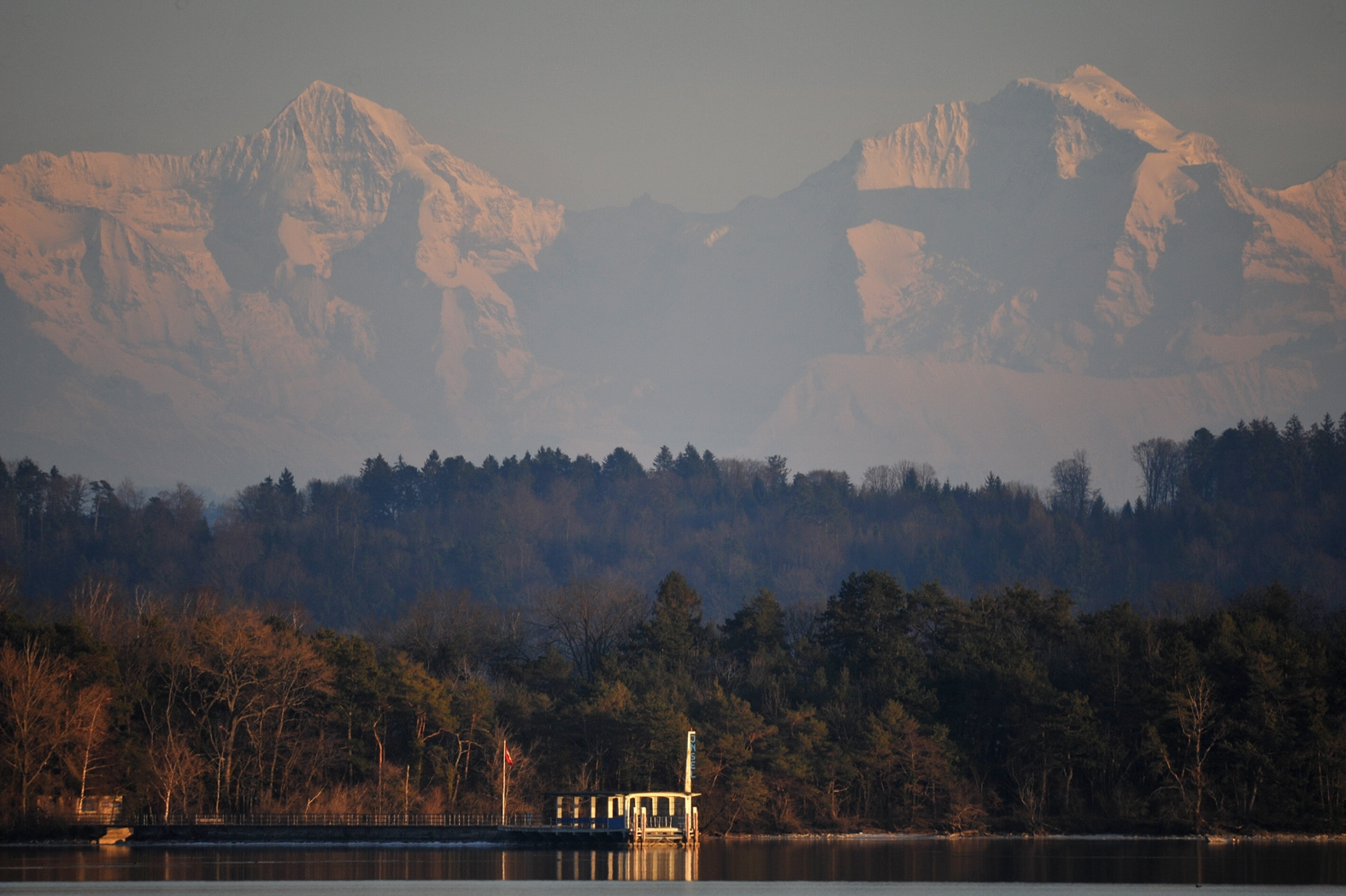
Omgeving Interlaken. Gezicht op Mönch en Jungfrau

#### Op de vlucht
Het hoogste Franse rechtscollege, het Parlement van Parijs, veroordeelde Rousseau in juni 1762 voor de publicaties van zijn Emile en Contrat Social. Hij zag zich daarop gedwongen Frankrijk te ontvluchten. Overhaast, in een open rijtuig, reed hij vanaf Parijs naar het Zwitserse Yverdon. Nog geen maand later vestigde hij zich in Môtiers, in het Pruisische vorstendom Neuchâtel. Koning Frederik de Grote wilde hem een toelage geven, hoewel hij vond dat Rousseau verkeerde ideeën aanhing. Rousseau weigerde echter het geld en berispte de oorlogvoerende koning.
De bevolking van Môtiers gooide woedend de ramen in van de woning waar Rousseau verbleef, daartoe opgezet door de plaatselijke dominee die niet wilde dat Rousseau bij het avondmaal verscheen. Hij vertrok naar het kleine schiereiland Sankt Petersinsel (Île de Saint-Pierre) aan het Meer van Biel. Op St. Petersinsel wijdde hij zich aan het maken van een herbarium. Aan zijn rustige verblijf hier kwam een einde door inmenging van de regering van Bern, onder druk van Genève, en hij vertrok.
Rousseau beschrijft in een brief in zijn laatste boek Overpeinzingen van een eenzame wandelaar zijn verblijf aan het Meer van Biel; volgens onder anderen Leo Damrosch en Cyrille Offermans een hoogtepunt van het Franse proza.
In 1764 werd Rousseau uitgenodigd om een grondwet te schrijven voor Corsica, waar Pasquale Paoli de Italianen van het eiland had verdreven. Op Corsica zou volgens Rousseau de modernisering moeten worden tegengehouden, maar Paoli had andere ideeën.
In maart 1765 beloofde Rousseau zich nooit meer over geloofszaken uit te laten.
In datzelfde jaar kwam hij in contact met de slaveneigenaar Pierre-Alexandre DuPeyrou, die in zijn geboorteland Suriname enkele plantages bezat. Om aan geld te komen, gaf Rousseau hem alle brieven en papieren tot 1760 met de bepaling dat hij die na zijn dood mocht uitgeven.
Met Voltaire kon Rousseau het niet goed vinden. Zij verschilden vaak van mening. Dit was begonnen met de aardbeving van Lissabon in 1755, die Voltaire deed twijfelen aan de theodicee, terwijl Rousseau reageerde dat mensen het over zichzelf hadden afgeroepen door de natuur te verlaten en in steden bijeen te hokken. Voltaire gaf in 1764 onder meer fikse kritiek op het door Rousseau afstaan van zijn kinderen.

#### Wootton Hall

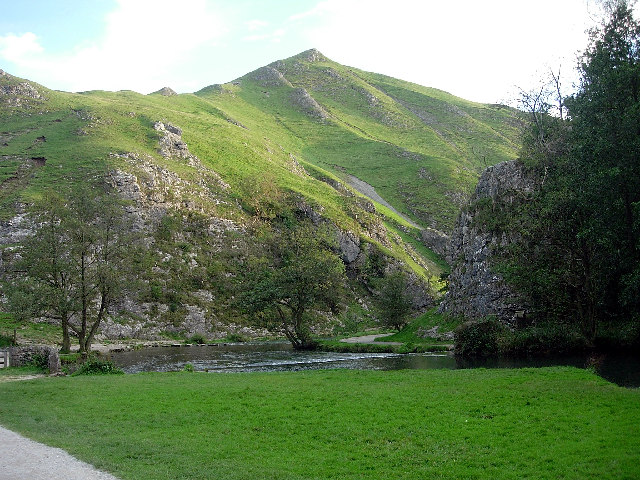
Landschap nabij Wootton Hall.

Op uitnodiging en in gezelschap van de filosoof David Hume vertrok Rousseau naar Londen. Hume was gewaarschuwd voor Rousseaus onbetrouwbaarheid, maar raakte erg onder de indruk van de man met wie hij de rest van zijn leven had willen slijten. Thérèse Levasseur volgde met de schrijver-advocaat James Boswell, die een kortstondige verhouding met haar begon. In Wootton Hall schreef hij het eerste deel van zijn autobiografie, de Bekentenissen. Rousseau kwam er tot de conclusie: "Het is het verleden dat het heden draaglijk maakt".
Toen Horace Walpole een parodie op Rousseaus eigendunk had geschreven, werd Rousseau razend. Hij beschuldigde Hume hem naar Engeland te hebben gelokt om hem slechts tentoon te stellen. De ruzie werd een publieke zaak. Rousseau verloor door deze affaire diverse oude kennissen en gaf later toe een aanval van krankzinnigheid te hebben gehad. Op 21 mei 1767 keerde Rousseau terug naar Frankrijk.

#### Parijs

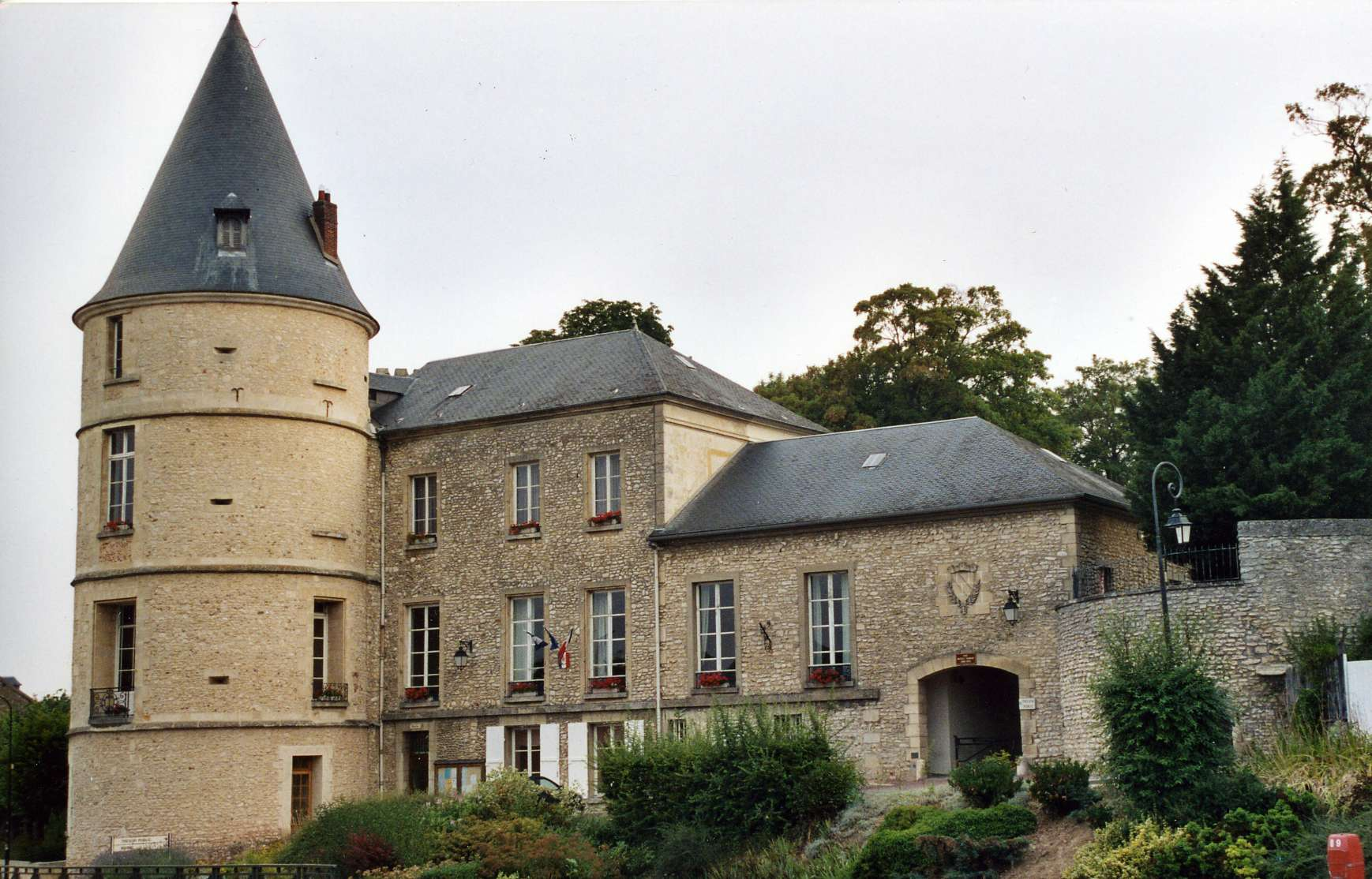
Het kasteel Trie-Château met de pittoreske toren waar Rousseau op de bovenste verdieping woonde.

Rousseau verhuisde naar Trie-Château, 60 km ten noorden van Parijs, en kwam onder bescherming van de prins Lodewijk Frans I van Bourbon-Conti. Rousseau woonde er onder een pseudoniem en ging door voor de broer van Thérèse. Toen Du Peyrou een jichtaanval kreeg, nodigde hij Rousseau uit hem te verzorgen aangezien deze zich destijds bezighield met de verkoop van geneeskrachtige kruiden. Toen Du Peyrou begon te ijlen en dacht dat hij vergiftigd werd, voelde Rousseau zich valselijk beschuldigd.
Rousseau besloot naar Parijs te gaan en zichzelf aan te geven, mogelijk om zich te beschermen tegen reële of ingebeelde vijanden. De prins van Conti, die het symbool was van het verzet tegen het absolutisme, wilde niet dat Rousseau hem in moeilijkheden zou brengen – hun vriendschap was geheim – en liet hem naar Lyon komen, dat evenwel ook onder het Parlement van Parijs viel. Daarom verhuisde Rousseau naar Grenoble en Bourgoin in de Dauphiné, waar hij op 30 augustus 1768 met Thérèse huwde. De feestelijke gebeurtenis vond plaats in een pension in het bijzijn van de burgemeester, twee getuigen, een advocaat en een officier. Het kreeg geen wettelijke status, omdat een huwelijk tussen personen van verschillende godsdiensten wettelijk niet was toegestaan.
Het 'echtpaar' kwam uiteindelijk terecht in een boerderij in Maubec. Daar werkte Rousseau aan het tweede deel van zijn Bekentenissen. Zijn fantasie sloeg op hol, toen hij enkele brieven miste. Hij had succes in Lyon toen daar zijn op muziek gezette melodrama Pygmalion – waarin een standbeeld tot leven komt – en ook de Dorpsziener werd opgevoerd.
In juni 1770 besloot Rousseau naar Parijs te gaan. Hij was bereid tot een confrontatie met justitie en zijn vijanden, maar de regering liet hem met rust.  Rousseau maakte wandelingen in de Jardin des Plantes en ontmoette er de botanicus René Louiche Desfontaines en sloot vriendschap met de filosoof en botanicus Jacques-Henri Bernardin de Saint-Pierre.
In 1772, na de Tweede Poolse Deling, bood Rousseau de Polen aan hen te helpen, maar gaf het plan voortijdig op. "Zonder staat achtte hij geen beschaving mogelijk".
Rousseau behield zijn onafhankelijkheid met het kopiëren van muziek en bewerkte zijn eerdere muziekartikelen tot een eigen encyclopedie, de Dictionnaire de musique. De Dorpsziener werd in 1770 opgevoerd bij het huwelijk van koning Lodewijk XVI. Rousseau ontmoette de Duitse operacomponist Christoph Willibald Gluck en woonde in 1774 in Parijs diens Iphigénie en Aulide bij.
Uiteindelijk trok Rousseau zich als een kluizenaar terug en richtte zijn aandacht op de onbedorven mens en ongerepte natuur. Hij nam steeds meer afstand van zijn rationele en atheïstische vrienden en keerde zich ten slotte geheel van hen af.

### Levenseinde

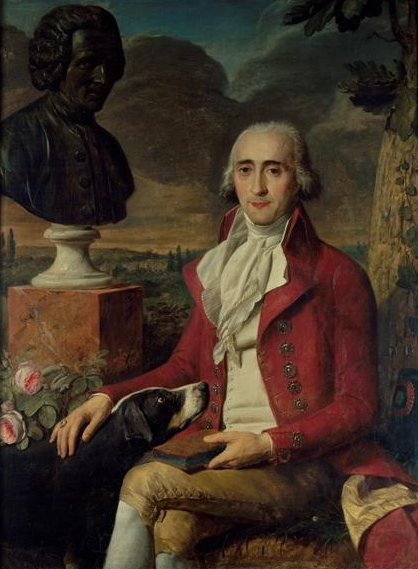
René-Louis de Girardin met een buste van Rousseau.

Bij een ongeval op 24 oktober 1776 liep Rousseau zwaar letsel op toen een Deense dog hem omver liep. Rousseau raakte buiten bewustzijn en het gerucht ging dat hij dood was. Hij herstelde, zij het dat hij nog lang lamenteerde over wat hem was overkomen.
Bijna twee jaar later op palmzondag 1778 begon hij met zijn Rêveries, dat beschouwd wordt als een commentaar op zijn Bekentenissen. In mei 1778 werd hij uitgenodigd op het kasteel van de markies René-Louis de Girardin in Ermenonville. Deze wilde de getormenteerde Rousseau tot zichzelf laten komen en laten genieten van de tuinen en een landhuisje dat de markies in de geest van de roman Julie, ou la nouvelle Héloïse uit 1761 had laten aanleggen. Het was een van de mooiste perioden in Rousseaus leven. Hij wandelde veel, botaniseerde met de jongste zoon van De Girardin, mengde zich onder de lokale bevolking, speelde geregeld in het kasteel op de piano forte en schreef aan zijn Rêveries.
Volkomen onverwacht overleed Rousseau zes weken later na een hersenbloeding. Sectie op zijn lichaam – waar Rousseau uitdrukkelijk bij leven om had gevraagd – wees uit dat er geen ziekten konden worden geconstateerd, maar dat tussen schedel en hersenvlies een bloeding was waar te nemen. Desondanks werd er druk gespeculeerd omtrent de doodsoorzaak; vergiftiging werd door velen gesuggereerd, maar even krachtig – zelfs vele jaren later – door de familie De Girardin ontkend. Daar bleek dan ook geen sprake van te zijn geweest.
Zijn hele leven had Rousseau last van urineretentie. Hiervoor had hij een grote voorraad katheters in huis. De kwaal bezorgde hem vaak helse pijnen, met name in de wintermaanden. Soms brak er een naald af in zijn pisbuis. Om te verbergen dat er bij hem een katheter was ingebracht, droeg hij een aantal jaren een traditionele Armeense jas – die dik en wijd zijn. Veel tijdgenoten meenden daarentegen onterecht dat hij die jas droeg om op te vallen of om zich af te scheiden van de maatschappij, mede vanwege de bijbehorende bontmuts. Madame de Warens was een van de weinigen die wist van zijn urineproblemen, maar het grote publiek kwam het pas te weten na de postume publicatie van zijn autobiografie.
Rousseau dacht dat zijn urineretentie te wijten was aan een niersteen die naar zijn blaas was afgezakt en de pisbuis blokkeerde. Ook dacht hij dat zijn urineproblemen verergerd werden door een vergrote prostaat, maar uit het sectierapport bleek dat er op die plaatsen geen mankementen waren. Zeer waarschijnlijk was zijn urineretentie een gevolg van de zeer zeldzame ziekte onder de naam spierklep (valvule musculaire), een aandoening die doorgaans ontstaat na een ontsteking en bij een sectie mede door zijn zeldzaamheid gemakkelijk over het hoofd wordt gezien. De klep bevindt zich aan het begin van de pisbuis en is door de ziekte vaak opgezwollen, waardoor bij Rousseau alleen een katheter uitkomst kon bieden. De kwaal beperkte Rousseau ook in zijn seksuele activiteiten. In ieder geval na 1762 heeft hij enkele jaren geen seks gehad, omdat de pijnen anders alleen maar toenamen.
Rousseau was daarnaast een hypochonder en zou last hebben gehad van impotentie. Hij werd in zijn latere leven geplaagd door problemen met zijn galblaas. Daar kwam bij dat Rousseau zich in gezelschap niet op zijn gemak voelde en het idee kreeg dat iedereen het op hem gemunt had. 
Rousseau werd 's nachts op het Île des peupliers begraven. Zijn graf werd een bedevaartsoord voor vele bewonderaars, onder wie koningin Marie-Antoinette.

## Rousseau als denker

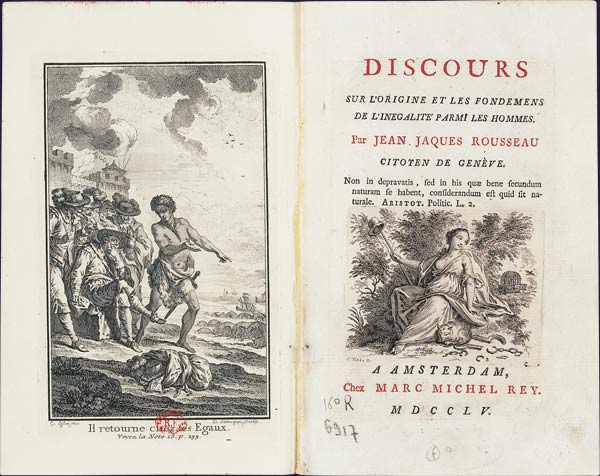
Voorpagina van Rousseaus Discours sur les Sciences et les Arts, 1750

### Winnaar prijsvraag Dijon
Toen Diderot in 1750 vanwege zijn radicale en atheïstische theorieën voor vier maanden in de kerker belandde, bezocht Rousseau hem dagelijks. Ze bediscussieerden het mogelijke antwoord op een prijsvraag van de Académie van Dijon, die Rousseau won en hem op slag beroemd maakte. De vraagstelling was: "Heeft de vooruitgang van de wetenschap en de kunsten bijgedragen aan het corrumperen of aan het zuiveren van de zeden?" Rousseau, sterk beïnvloed door Diderot, gaf een paradoxaal antwoord. Hij stelde dat de vooruitgang van kunst, letteren en wetenschap ernstige vijanden van de moraal waren en door het kweken van behoeften tevens de bron van slavernij. Rousseau vond dat materiële vooruitgang de mogelijkheid tot oprechte vriendschap ondermijnde en dat die vervangen was door jaloezie, angst en wantrouwen. Hij toonde zich daarmee een tegenstander van de "vooruitgang" die door zijn vrienden werd nagestreefd. Dit grote verschil van inzicht zou leiden tot een breuk met Diderot, Grimm, d'Alembert en Voltaire.

### Vertoog over de ongelijkheid tussen mensen
In zijn Vertoog over de ongelijkheid tussen mensen uit 1755, opgedragen aan de Geneefse republiek, stelt hij dat de mens van nature, en voorafgaand aan enige opvoeding, goed is en alleen door ervaringen in de maatschappij gecorrumpeerd wordt. Volgens Rousseau waren "mensen slachtoffers van hun eigen gedrag, niet van de erfzonde".

### Vertoog over de politieke economie
In hetzelfde jaar publiceerde hij in de Encyclopédie een Vertoog over de politieke economie. Vanuit het idee dat 'het hemd nader is dan de rok' construeerde hij een model voor een betere samenleving, waarin 'eenieder iets heeft en niemand iets te veel' en waarin de burgers 'zo veel mogelijk handelen in overeenstemming met het algemeen belang' zonder dat daarvoor een grote staatsmacht nodig is.

... Rousseau dacht dat taal en muziek op gelijke voet met elkaar konden leven, maar later geloofde hij niet meer dat je 'taal kon laten zingen of muziek laten spreken'. Om het hart van de luisteraar te roeren, moest een componist de muziek voorop stellen, want anders kon je de tekst net zo goed declameren.

### Rousseau over staatsvorm
Zijn Du Contrat Social ou principes du droit politique, ofwel Het Maatschappelijk Verdrag, berust op het idee van de volkssoevereiniteit en de algemene wil als enige en onbeperkte bron van het staatsgezag en daarmee van het recht. Niet meer een contract tussen individuen en de persoon die als soeverein over hen zal heersen (gangbaar tot in de zeventiende eeuw), maar een verdrag van vrije individuen die onderling besluiten een gemeenschap te vormen. Dit contract gaat in tegen het absolutisme. Het democratische Genève, een republikeinse stadstaat in de Alpen, werd plotseling de ideale staatsvorm. Het was een door Rousseau geïdealiseerd Genève waarin alle burgers elkaar kennen. Rousseau schreef later:"Zij die pochen dat ze het helemaal begrijpen, zijn knapper dan ik. Het is een boek dat opnieuw zou moeten worden geschreven...

### Rousseau als romanticus

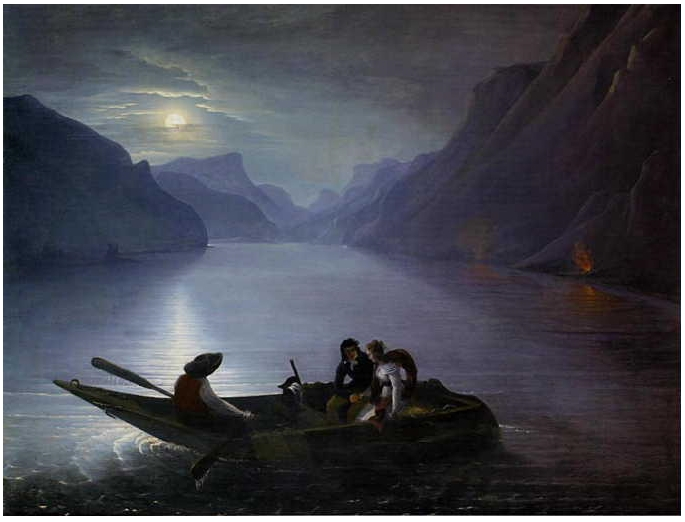
Boottochtje op het meer van Geneve, uit "Julie ou La Nouvelle Héloïse". (1824)

In 1761 verscheen in Amsterdam zijn liefdesroman in briefvorm Julie, ou la Nouvelle Héloïse, in het Nederlands Julie, of de nieuwe Héloïse over twee geliefden uit verschillende klassen die veel tegenstand ondervinden voor hun wens met elkaar te trouwen. De naam 'Héloïse' verwijst naar de middeleeuwse liefdesgeschiedenis van de theoloog Petrus Abaelardus en de non Héloïse.
Julie was een ongekend succes en bracht veel emoties teweeg in het tijdperk van de Preromantiek. Het boek werd zo goed verkocht dat de uitgevers ertoe over gingen de exemplaren per uur uit te lenen. Diverse lezers konden niet of nauwelijks geloven dat het om een tweetal fictieve figuren ging. Rousseau werd een idool en wandelen in de bergen werd mode. Het werk is op de Index Librorum Prohibitorum geplaatst, maar heeft mogelijk een grotere invloed gehad op de Franse Revolutie dan zijn Contrat Social. Het boek beleefde voor het einde van de achttiende eeuw meer dan zeventig herdrukken.

### Rousseau als pedagoog

Portret van Jean-Jacques Rousseau in Armeense kledij door Allen Ramsey (1766) uit de periode dat hij in Engeland verbleef.

Rousseau kwam in 1762 met een roman met een morele strekking. In zijn Emile, of Over de opvoeding (Émile, ou De l'éducation) zet Rousseau zijn visie op de menselijke natuur uiteen en stelt hij de volgens hem ideale opvoedingsmethode voor. In het boek concludeert Rousseau dat ieder mens een uniek karakter heeft en vrijheid nodig heeft om zich te kunnen ontplooien, zonder dwang of straf, ver van het stadsleven en in verbondenheid met de natuur.
De 'Emile' was naar Rousseaus eigen oordeel zijn beste en belangrijkste geschrift. Het boek heeft een grote invloed gehad binnen de filosofie van de opvoeding en beïnvloedde belangrijke pedagogen als Johann Heinrich Pestalozzi en Friedrich Fröbel.
Tijdens het drukken werd het werk aan de Parijse editie stilgelegd. Rousseau, die erg ziek was vanwege een urineretentie en die bovendien aan waanvoorstellingen leed en zich opwond, dacht ten onrechte dat de Jezuïeten het werk in handen hadden gekregen. Vervolgens verdacht hij de Jansenisten, dan zijn voormalige vrienden (de radicale filosofen), maar ook de buren die al zijn gesprekken konden horen, en gemakkelijk in zijn huis konden komen.
De Emile kwam uit in Parijs en Den Haag en werd kort na het verschijnen verboden en verbrand, zowel op de trappen van het Parlement van Parijs als in Genève, maar niet om de pedagogische opvattingen. De controverse draaide om de in het boek opgenomen geloofsbelijdenis van een kapelaan. Hierin bepleit Rousseau een deïstische natuurgodsdienst en verwerpt hij centrale dogma's uit de rooms-katholieke en protestantse kerken. Eind juli 1762 werd het boek om die reden ook door de Staten van Holland verboden.

### Theorie van de natuurlijke mens
In de Discours sur l'origine et les fondements de l'inégalité parmi les hommes schreef Rousseau: De eerste man die een stuk land omheinde zei "dit is van mij" en vond anderen naïef genoeg om hem te geloven. Deze man was de ware stichter van de burgermaatschappij. Van hoeveel oorlogen, misdaden en moorden, van hoeveel ellende en armoede zou men niet verlost gebleven zijn wanneer niet iemand de stokken uit de grond getrokken had, de kuilen gevuld had en naar zijn mannen geroepen had: pas op voor deze ellendeling; het zal je einde betekenen als je vergeet dat de vruchten van de aarde van ons allen zijn, en de aarde van niemand.
Zoals veel andere filosofen uit die tijd zag Rousseau een hypothetische natuurtoestand als een normatieve gids. Hij bekritiseerde Thomas Hobbes omdat deze beweerde dat aangezien de mens in de natuurtoestand geen idee van goed had gehad, hij van nature kwaadaardig moest zijn.
Rousseau ging ervan uit dat het stadium van de menselijke ontwikkeling, die geassocieerd werd met primitieve stammen, de beste was en optimaal voor de menselijke ontwikkeling, dat wil zeggen tussen het iets minder perfecte van wilde dieren aan de ene en de decadente maatschappij aan de andere kant. Niets is zo goed voor de mens in dit primitieve stadium van ontwikkeling, wanneer hij op gelijke afstand staat tussen de stompzinnigheid van de bruten en de fatale aantrekkingskracht van de ontwikkelde mens.
Rousseau schreef: Hoewel het natuurlijk medelijden al wat verandering had ondergaan moet deze periode in de ontwikkeling van de mens, in een tussenpositie tussen de onverschilligheid van de primitieve staat en de gevaarlijke activiteit van ons egocentrisme, de gelukkigste en meest duurzame zijn geweest. Hoe meer men er over nadenkt, des te meer ziet men dat deze staat het beste was voor de mens en dat hij het slechts verlaten heeft omdat een fatale kans zich voordeed, wat beter nooit had kunnen gebeuren. Het voorbeeld van primitieve stammen, die vrijwel allen in deze staat leven, lijkt te bevestigen dat het menselijk ras was voorbestemd voor altijd in deze staat te blijven. Dat deze staat de jeugd van de wereld vertegenwoordigt; en dat alle daarop gevolgde vooruitgang de mensheid hebben geperfectioneerd en naar het verval van de soort hebben geleid.
Rousseau geloofde dat het stadium van de primitieve mens niet het eerste was maar het derde. Hij geloofde dat het derde primitieve stadium van de menselijke samenleving een optimale was, tussen het extreme van bruut dier zijn en dierachtige aapmensen aan de ene kant en de extreme decadentie en civilisatie aan de andere kant. Hierdoor dachten critici onterecht dat Rousseau het idee van de "nobele wilde" had bedacht, maar Arthur Lovejoy toonde aan dat dit een verkeerde interpretatie van de filosofie van Rousseau is.
De uitdrukking nobele wilde werd voor het eerst in 1672 gebruikt door de Engelse dichter John Dryden in zijn toneelstuk The Conquest of Granada. Rousseau schreef dat de moraliteit geen sociale uitvinding was maar eerder natuurlijk, een uitvloeisel van de instinctieve afkeer om lijden aan te zien, waaruit weer gevoelens van medeleven of empathie voortkwamen. Dit waren gevoelens die gedeeld werden met dieren, en waarvan het voorkomen zelfs door Hobbes werd erkend. In tegenstelling tot wat veel van zijn aanhangers hebben beweerd, heeft Rousseau nooit gesuggereerd dat mensen in hun natuurlijke staat moreel handelen. Termen als rechtvaardigheid en kwaadaardigheid zijn onverenigbaar met de voor-politieke maatschappij, zoals Rousseau die zag. Morele waarden, waaronder altruïsme, kunnen alleen ontstaan bij zorgvuldige opvoeding in een burgermaatschappij. Mensen in een natuurlijke staat kunnen handelen met alle willekeur van een wild dier. Zij zijn slechts goed in een negatieve zin, als ze zelfvoorzienend zijn en aldus niet beïnvloed door de waarden van een burgermaatschappij. Feitelijk was de natuurlijke man van Rousseau te vergelijken met een solitair levende chimpansee of andere aap, zoals de orang-oetan, als beschreven door De Buffon. De natuurlijke goedheid van de mens is dus de goedheid van een dier, die niet goed of slecht is. Rousseau betoogde dat, uitgezonderd enige korte momenten van reflectie, de menselijke samenleving altijd kunstmatig was geweest, en er steeds weer ongelijkheid, jaloezie en onnatuurlijke verlangens ontstonden.

### Conclusie
Rousseau is moeilijk in een bepaalde categorie te plaatsen. Hij was zowel een representant als een bestrijder van de ideeën uit de Verlichting. Hij droeg bij aan de Encyclopédie, maar geloofde niet in vooruitgang. Hij wantrouwde de rede die volgens hem de mens met zichzelf en de natuur in conflict bracht. Maar hij was liever een vat vol tegenstrijdigheden, dan een man van vooroordelen. Zo was Rousseau ongegeneerd egocentrisch, maar wilde hij tegelijkertijd een samenleving creëren waarin de burgers weer het gevoel zouden krijgen direct bij gemeenschapszaken betrokken te zijn.
Ulrich Im Hof schreef dat Rousseau voor sommigen dé profeet is van een natuurlijke, vrijere, rechtvaardiger wereld en voor anderen een utopist en warhoofd, zo niet een gevaarlijke extremist.
De meeste experts zijn het erover eens dat Rousseau paranoïde was, maar dat is dan ook alles waarover ze het eens zijn.
Rousseau keerde zich in bijna al zijn werk tegen de cultuur van zijn tijd met haar rationalistische pretenties en optimistische verwachtingen. Zijn doel was om "het authentieke zelf te vinden, dat schuilging onder de lagen van het rollenspel". Rousseau schreef: "Zich vervreemd voelen van de wereld was de waarheid kennen en het zijn de sociaal aangepasten die een niet-authentiek leven leiden". Rousseau was van mening dat we alleen trouw kunnen zijn aan ons eigen authentieke wezen als we respect hebben voor de natuur, maar de prijs was eenzaamheid.
Zijn invloed op het latere politieke, psychologische en pedagogische denken is onmetelijk geweest en houdt nog steeds aan. Claude Lévi-Strauss noemde hem de grondlegger van de menswetenschappen.

## Nalatenschap

### Franse Revolutie

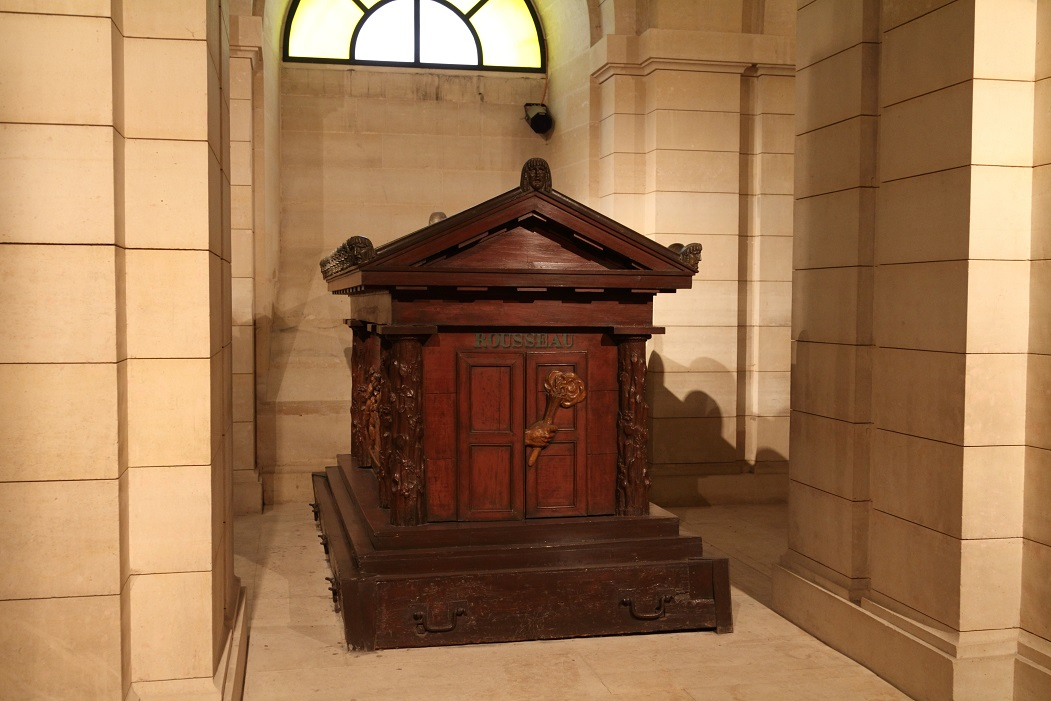
Rousseaus graftombe in het Panthéon.

Rousseau was tijdens de Franse Revolutie een idool van de revolutionairen, die in hem hun wegbereider zagen.
Jacques Pierre Brissots formulering van een menswaardiger rechtssysteem door bij rechtszaken het martelen af te schaffen, is sterk beïnvloed door de ethiek van Rousseau.
Bij de besprekingen, voorafgaand aan het opstellen van de Verklaring van de rechten van de mens en de burger werd teruggegrepen naar Rousseau.
In 1790 werd zijn buste en een exemplaar van Du Contrat Social in de Assemblée Nationale opgesteld.
De gematigde Franse jurist en politicus Jean-Joseph Mounier noemde het traktaat het slechtste werk ooit over regeren geschreven.
De Duitse filosoof Arthur Schopenhauer noemde hem "de grootste van alle moderne moralisten". Andere bewonderaars waren onder meer de filosoof en dichter Friedrich von Schiller, de schrijver Stendhal en de politicus en schrijver François René de Chateaubriand.
In 1794 liet de Nationale Conventie zijn stoffelijk overschot van het Populiereneiland in een rood geverfde kist op een open wagen naar Parijs brengen. De kist werd bijgezet in het Panthéon. Een kapel speelde muziek uit zijn opera Le devin du village.
In de meeste literatuur over Rousseau wordt een verband gelegd met de hoofdrolspelers tijdens het schrikbewind van Robespierre en Saint-Just, maar ook met latere totalitaire denkers. De populariteit van Rousseau leidde toen al tot allerlei misverstanden. "In zijn eigen tijd vonden critici dat zijn denken neigde in tegengestelde richting, naar anarchie of op zijn best 'naar een monsterlijke democratie'."
Toen Napoleon het graf van Rousseau bezocht, zou hij gezegd hebben: "Het zou beter zijn geweest voor de vrede van Frankrijk, als deze man nooit had bestaan." "En waarom dan wel, Burger Consul" vroeg Girardin. "Hij is het die de Franse Revolutie voorbereidde," antwoordde Napoleon. "Het schijnt mij toe Burger Consul," zei Girardin, "dat u nauwelijks iets te klagen heeft over de Revolutie." "De toekomst zal laten zien," antwoordde Napoleon, "of het voor de vrede (tranquilité) van de wereld niet beter zou zijn geweest als Rousseau of ikzelf nooit hadden bestaan." Rousseau kan niet verantwoordelijk worden gehouden voor de Franse Revolutie, maar hij droeg ongewild wel de bouwstenen aan voor het revolutionaire bewustzijn en de revolutionaire praktijk.
Volgens Maarten Doorman in zijn boek Rousseau en ik scheepte Rousseau de wereld op met het belang van authentiek zijn en eerlijk overkomen.

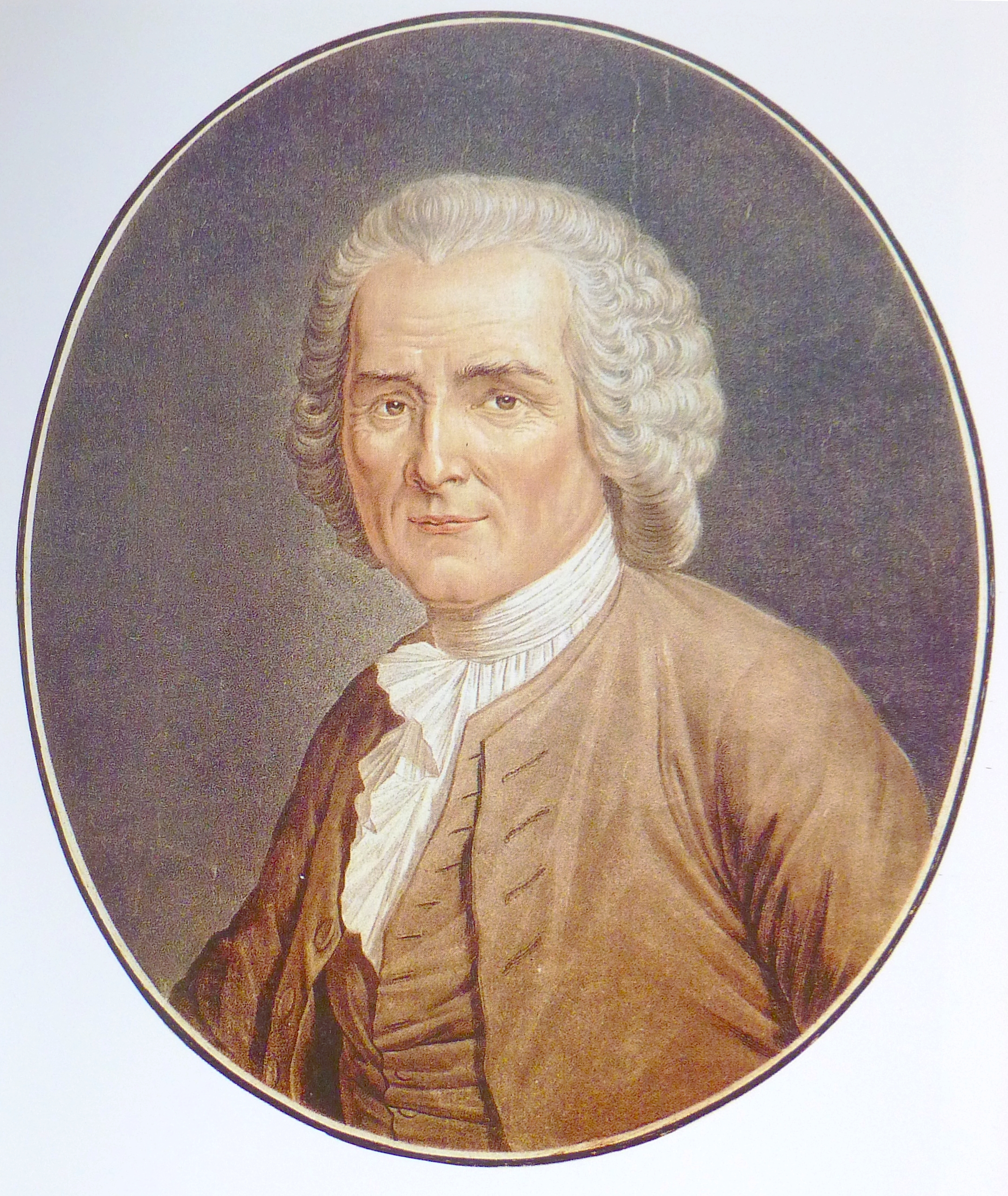
Rousseau op omstreeks 60-jarige leeftijd.

## Werken (selectie)

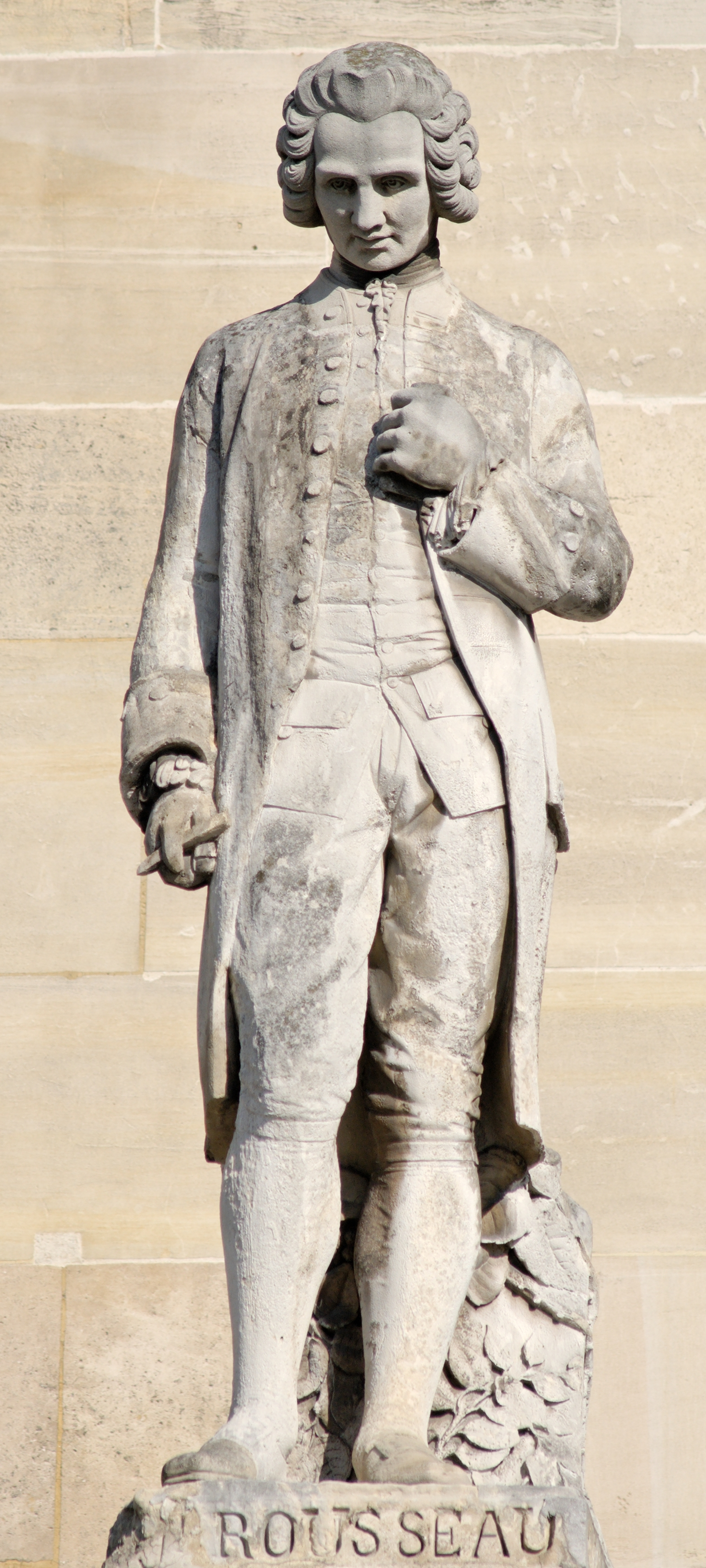
Standbeeld in het Louvre

- 1742. Projet concernant de nouveaux signes pour la musique'
- 1743. Dissertation sur la musique moderne
- 1750. Discours sur les sciences et les arts
- 1751. Discours sur la vertu du héros
- 1752. Le devin du village. Vertaald als: Den waersegger van het dorp Tusschenspel, in sangen[a] (1762)
- 1752. Narcisse ou l’Amant de lui-même, comédie représentée par les comédiens ordinaires du roi, le 18 décembre 1752.
- 1755. Discours sur l'origine et les fondements de l'inégalité parmi les hommes. Vertaald als: Over het maatschappelijk verdrag, of Grondbeginzelen van het staats-recht[b] (1793)
- 1756. Examen de deux principes avancés par M. Rameau
- 1755. Jugement du Projet de paix perpétuelle de Monsieur l'Abbé de Saint-Pierre
- 1758. Lettres morales, écrites entre 1757 et 1758, publication posthume en 1888
- 1758. Lettre sur la providence
- 1758. J.-J. Rousseau, Citoyen de Genève, à M. d'Alembert sur les spectacles
- 1761. Julie, ou la nouvelle Héloïse. Vertaald als: Julia of de nieuwe Héloise in brieven van twee gelieven, woonachtig in eene kleene stad aan den voet der Alpen[c] (1797)
- 1762. Émile, ou De l'éducation, dans lequel est inclus La profession de foi du vicaire savoyard au livre IV. Vertaald als: Emile, of Verhandeling over de opvoeding[d][e] (1790-1793)
- 1762. Du contrat social. Vertaald als: Contract social of 't Verbond der maatschappy[f] (1796)
- 1764. Lettres écrites de la montagne
- 1764. Lettres sur la législation de la Corse
- 1771. Considérations sur le gouvernement de Pologne
- 1771. Pygmalion. Vertaald als: Pygmalion, of Het bezielde beeld, toneelstuk[g] (1782)
- 1781. Essai sur l'origine des langues (postuum)
- 1765. Projet de constitution pour la Corse (postuum)
- 1767. Dictionnaire de musique
- 1770. Les Confessions. Vertaald als: Bekentenissen[h] (1916)
- 1777. Dialogues, Rousseau juge de Jean-Jacques (postuum)
- 1778. Les Rêveries du promeneur solitaire (postuum)
- 1781. Émile et Sophie, ou les Solitaires
- 1782. Les rêveries du promeneur solitaire. Vertaald als: Overpeinzingen van een eenzaam wandelaar (1981)

### Vertaalde werken
- Vertoog over de ongelijkheid (Discours sur l’origine…) Vertaald door W. Uitterhoeve en J.M.M. de Valk . Herziene en geactualiseerde druk. Boom klassiek, 2003 (1e druk 1983)
- Het maatschappelijk verdrag (Du contrat social) Vertaald door S. van den Braak en G. van Roermund. Herziene en geactualiseerde druk. Boom klassiek, 2002 (1e druk 1995)
- Vertoog over de politieke economie. Vertaling en analyse Luciënne Tomesen. Liberté, Parijs, 2002.
- Emile, of Over de opvoeding Verkorte uitgave. Vertaald door Anneke Brassinga. Boom, 1980 (Emile op het Project Gutenberg)
- Bekentenissen Vertaald en bezorgd door Leo van Maris. Athenaeum – Polak & Van Gennep, 2008 (1e druk Arbeiderspers, 1996) (Bekentenissen op het Project Gutenberg)
- Overpeinzingen van een eenzame wandelaar Vertaald en bezorgd door Leo van Maris. Veen, 2006 (1e druk 1994)

### Online werken (Engelstalige selectie)
- The confessions of Jean-Jaques Rousseau
- Considerations of the Government of Poland
- Constitutional project for Corsica
- A discourse on political economy
- A discourse on a subject proposed by the Academy of Dijon
- The social contract or principles of political right
- Elementary letters on botany
- Emile
- Narcissus or the self-admirerer. A comedy
- The creed of a savoyard priest
- Werken

### Franstalig
- Oeuvres et documents édités à Athena
- Projet Concernant de Nouveaux Signes pour la Musique
- Jean-Jacques Rousseau op "MEMO"
- Volledige teksten van Jean-Jacques Rousseau via website rousseauonline.ch

## Trivia
- Rousseau verkocht zijn horloge, omdat hij vond dat hij niet hoefde te weten wat de juiste tijd was.[76]
- Rousseau kon goed schaken en de prins van Conti verloor elke keer.

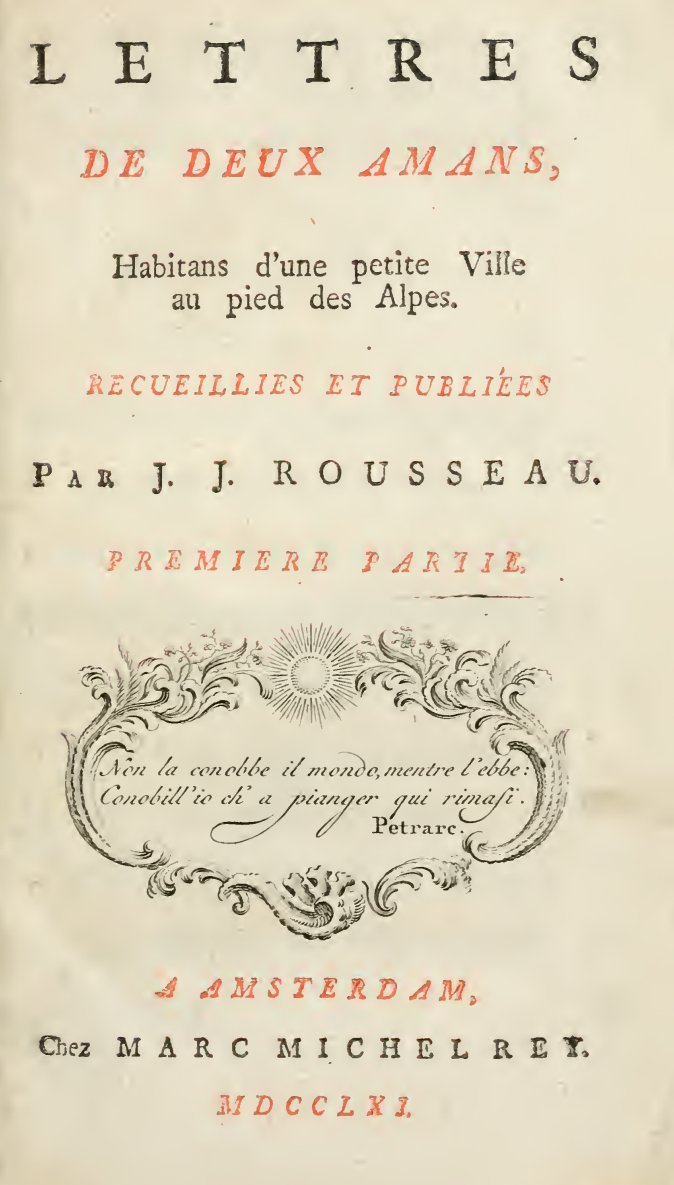
Voorpagina van Julie, eerste druk
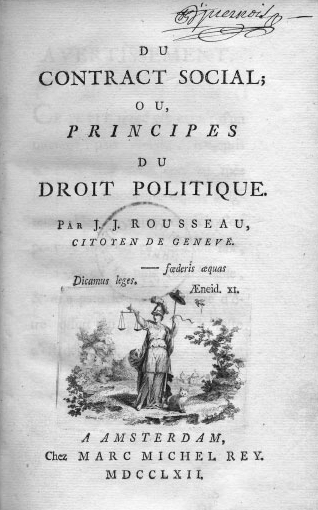
Voorpagina van Contrat Social, eerste druk
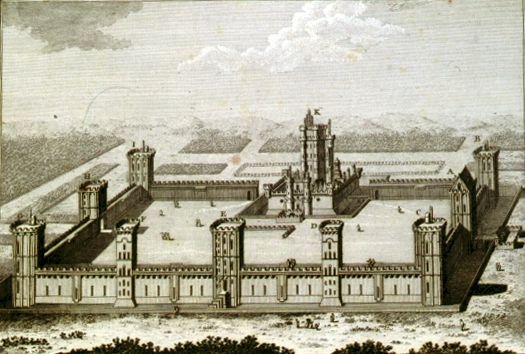
Château de Vincennes, waar Diderot zat opgesloten in een toren. Diderot kwam vrij nadat hij een document had ondertekend nooit meer iets godslasterlijks te schrijven.
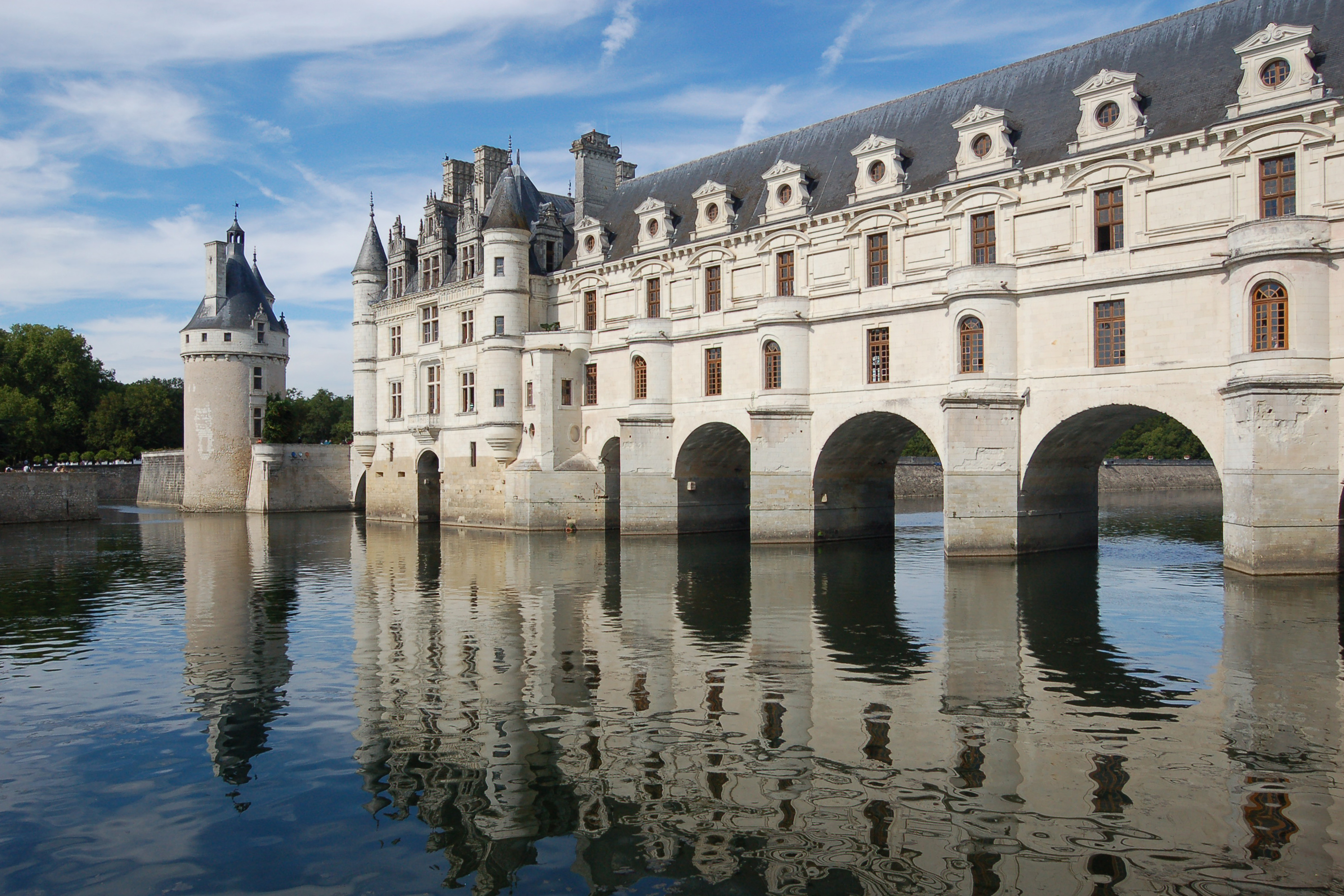
Kasteel van Chenonceau.
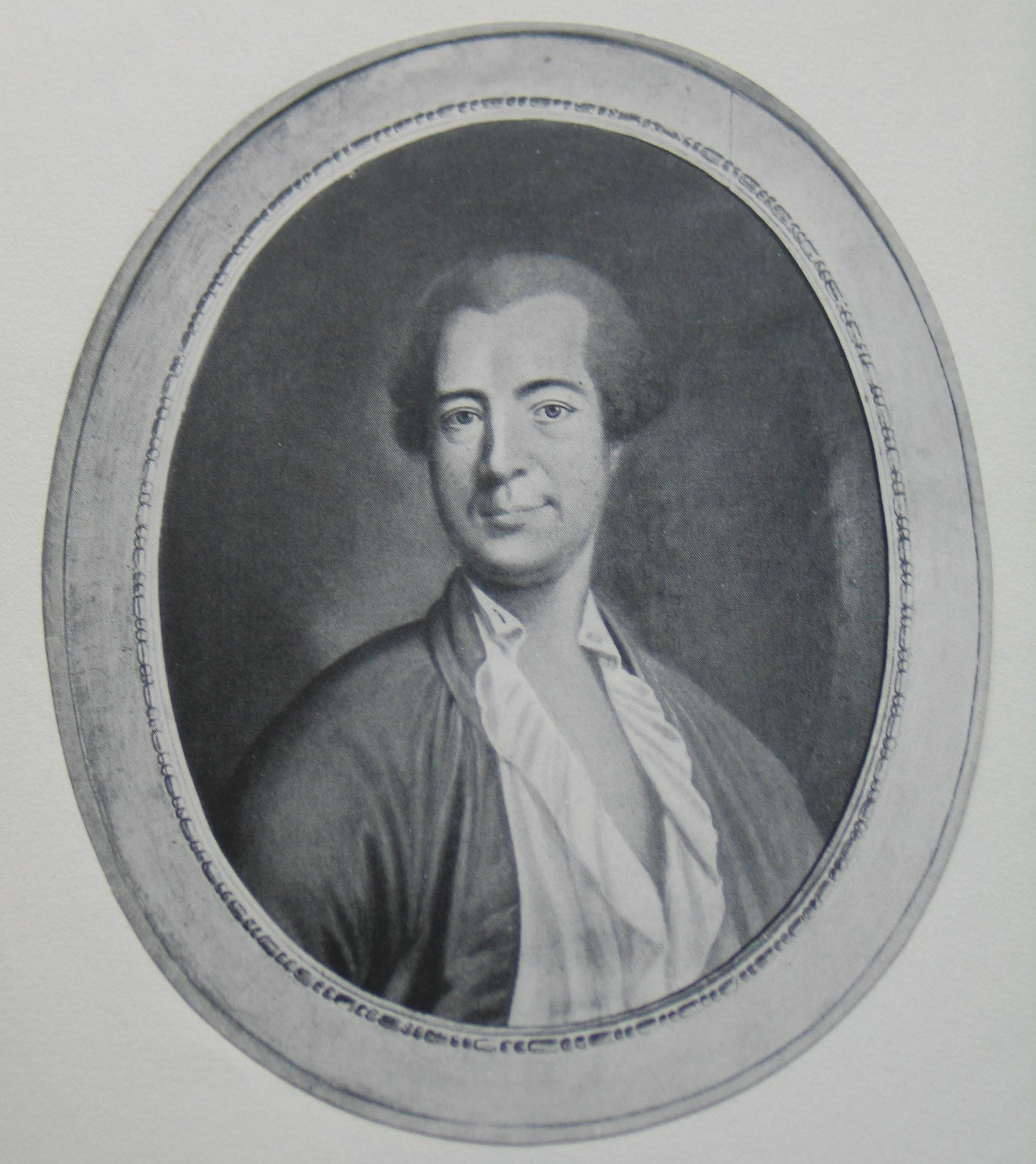
Pierre-Alexandre du Peyrou.
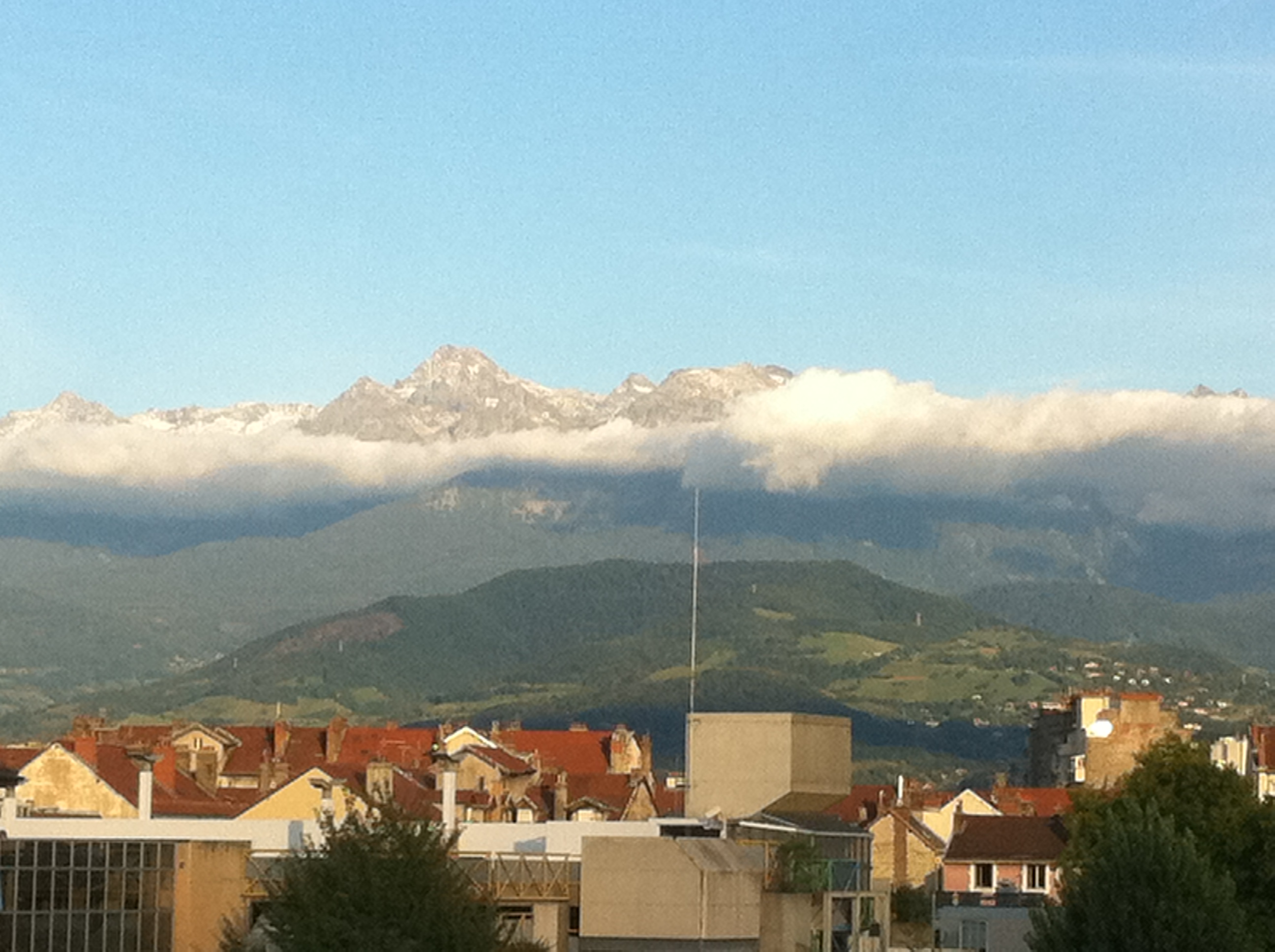
Gezicht op Grenoble.
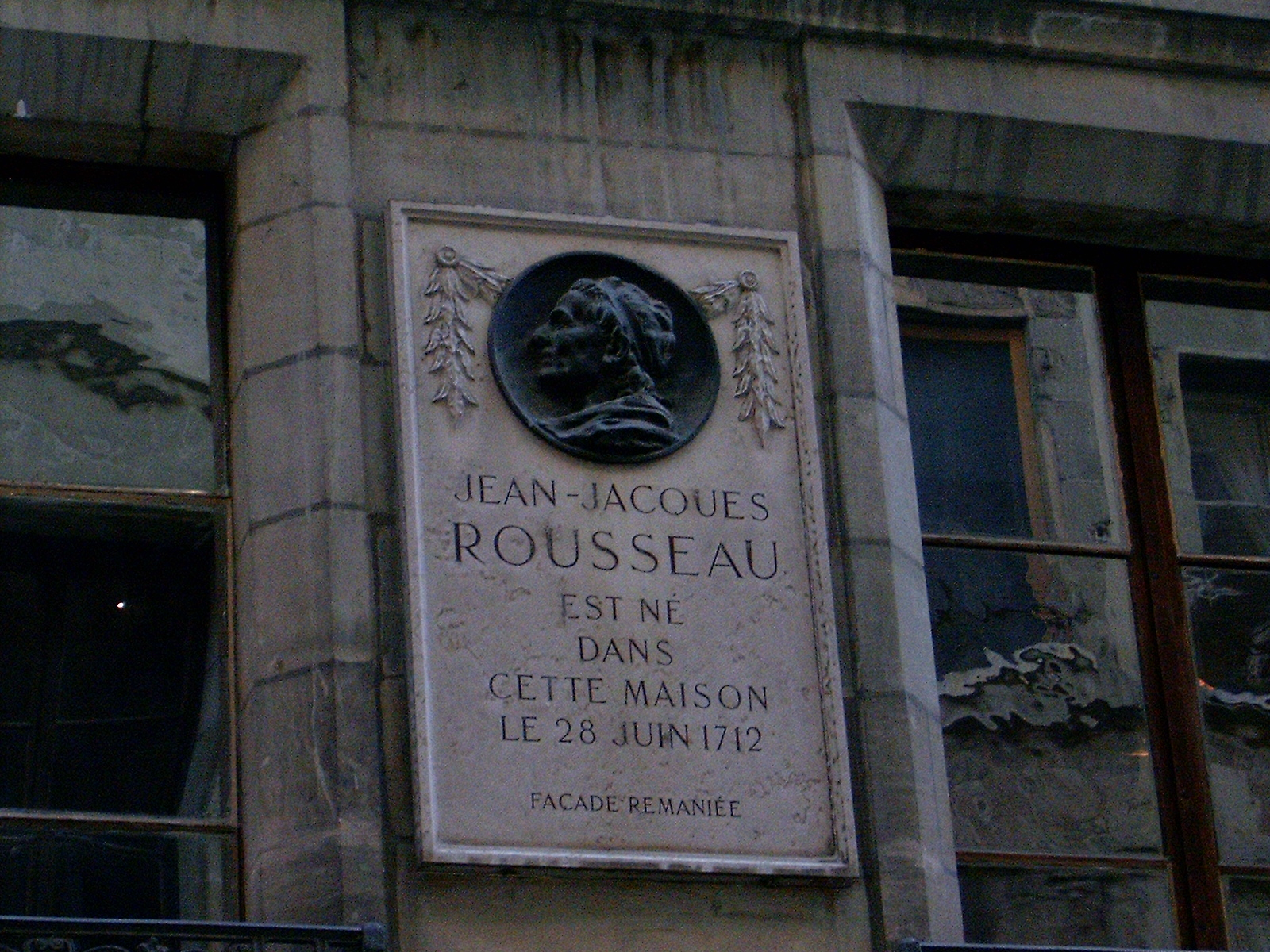
Plaquette in Genève aan het huis waar Rousseau opgroeide
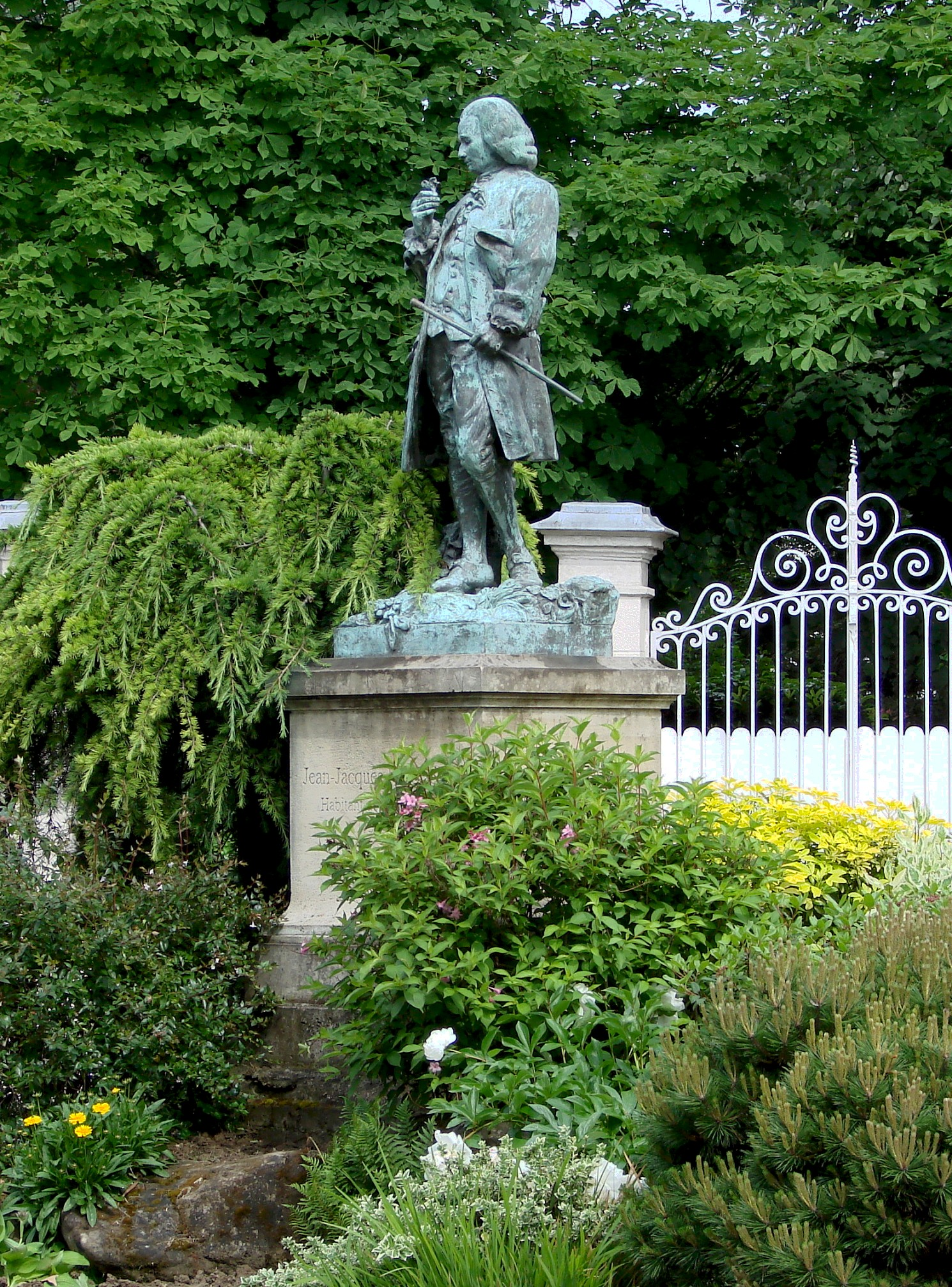
Standbeeld in Montmorency.
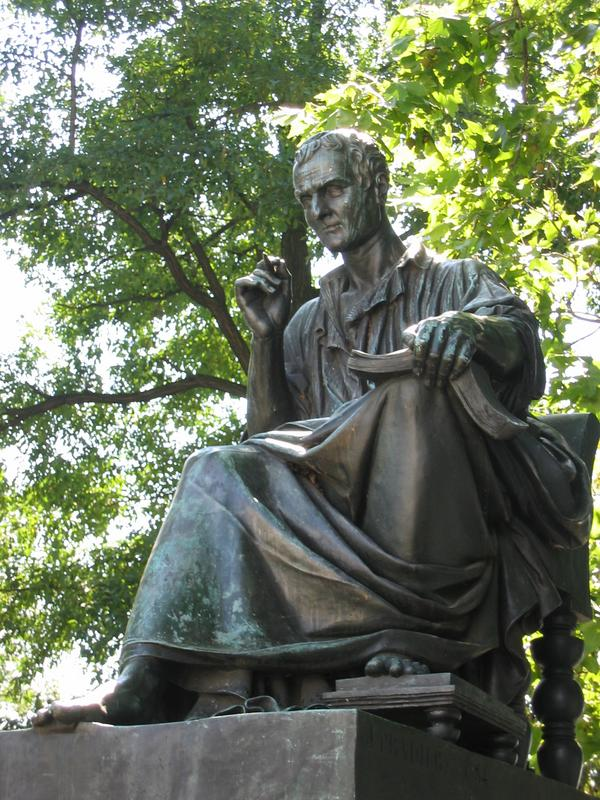
De literaire carrière van de romanschrijfster en essayiste Madame de Staël (1766-1817) begon in 1788 met Lettres sur les ouvrages et le caractère de J. J. Rousseau, waarop de schrijfster Belle van Zuylen (1740-1805) reageerde door Thérèse Levasseur in bescherming te nemen.
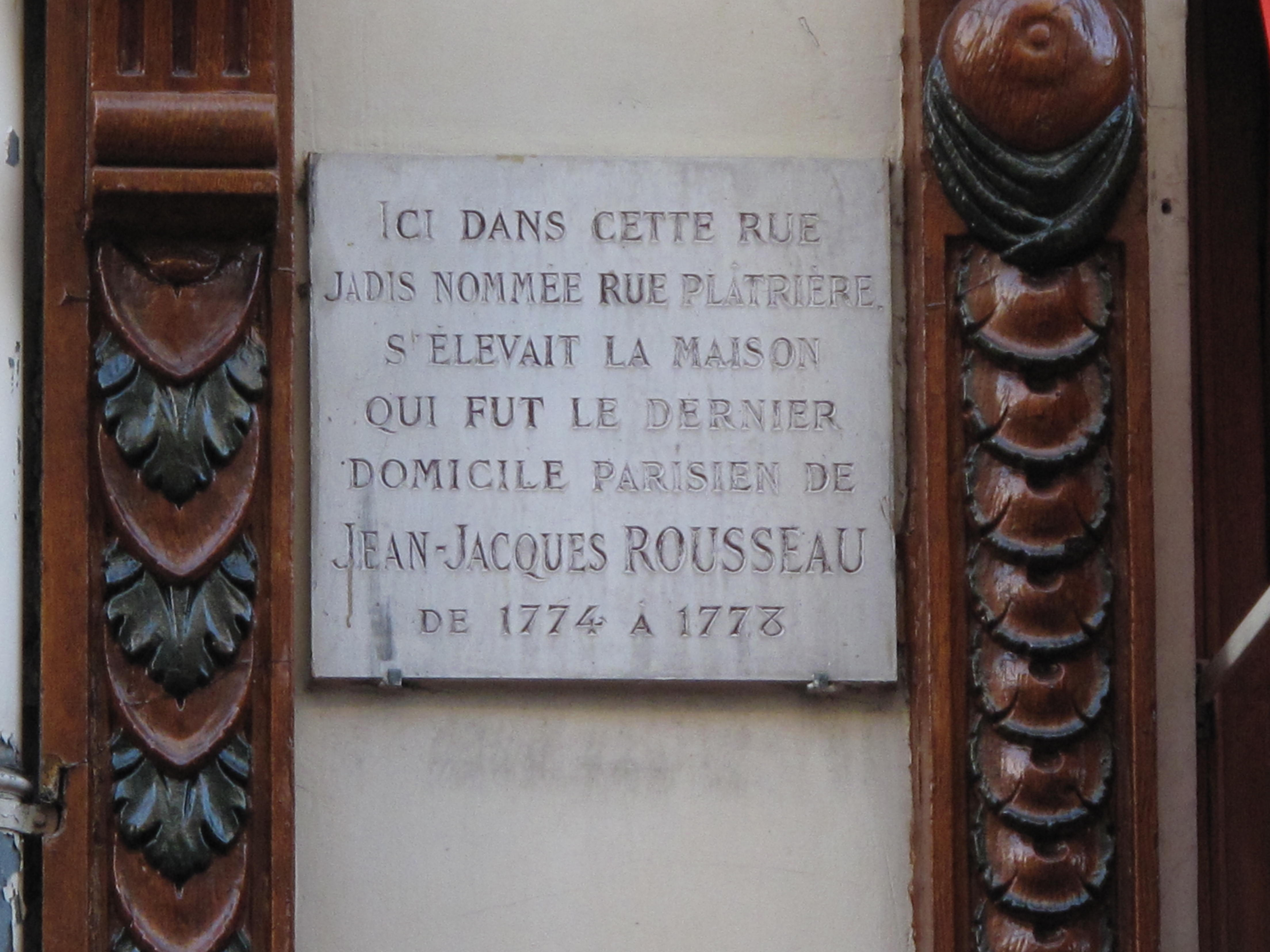
Gedenkplaat in de Rue J.J. Rousseau.
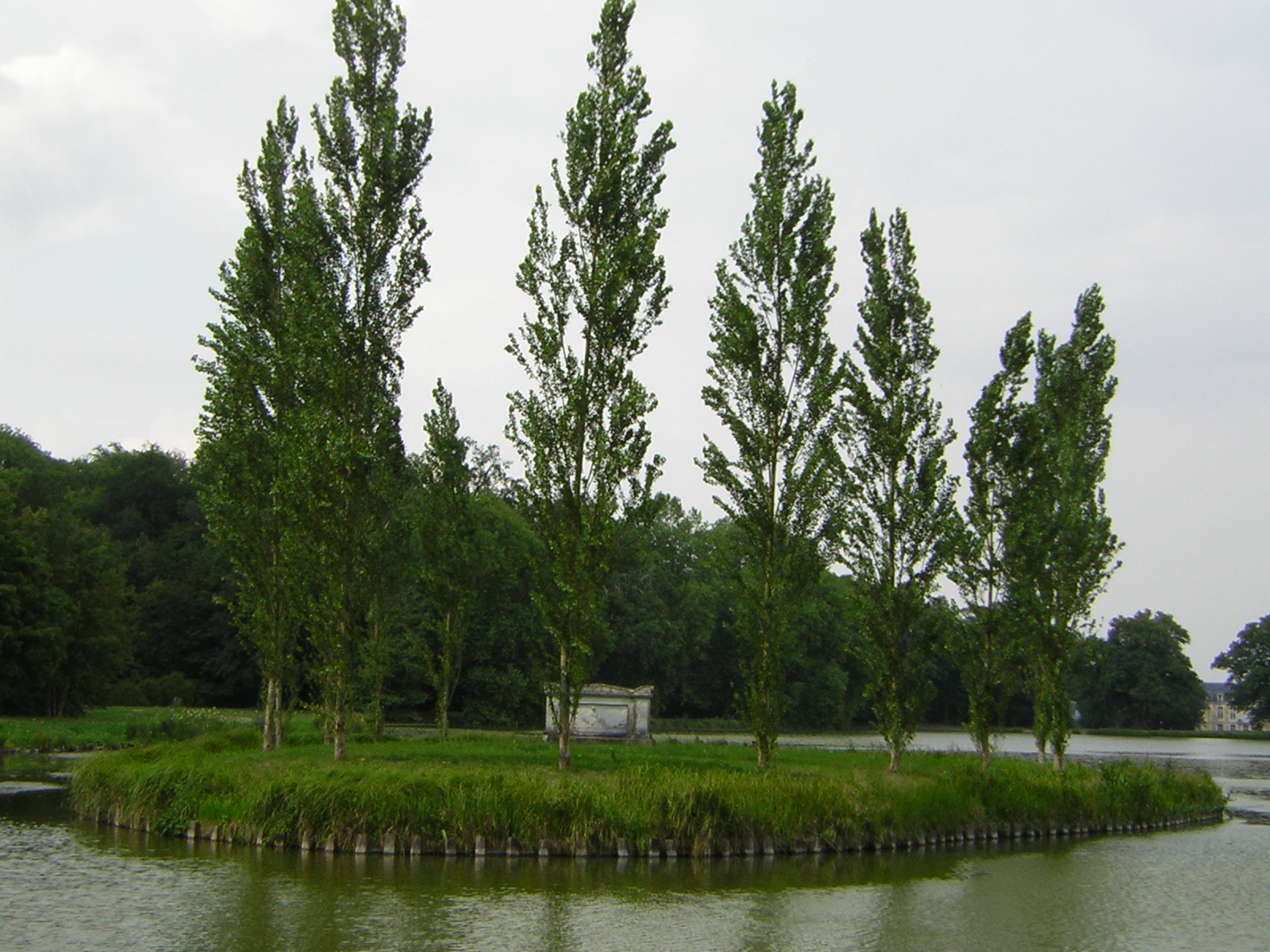
Île des peupliers („Populiereneiland“) met de grafsteen.

- In 1791 publiceerde Louis-Sébastien Mercier het volledige werk van Rousseau, waaronder De Jean-Jacques Rousseau considéré comme l'un des premiers auteurs de la Révolution.